# Ист-Виллидж
И́ст-Ви́ллидж (англ. East Village; дословно: «Восточное поселение») — нейборхуд в Нижнем Манхэттене на юге крупного района Ист-Сайд. К северу нейборхуд ограничен 14-й улицей, на западе — Бауэри и Третьей авеню, на юге — Хаустон-стрит и на востоке — авеню D:392.
Ист-Виллидж граничит на западе с нейборхудами Нохо, Бауэри и Гринвич-Виллидж, на севере — с Грамерси и Стайвесант-таун — Питер-Купер-Виллидж, на юге — с Нижним Ист-Сайдом. В состав Ист-Виллиджа входят Алфабет-Сити, Бауэри и этнический анклав Маленькая Украина.
В колониальные времена территория, занятая ныне Ист-Виллиджем, была окраиной Нью-Йорка. В конце XIX — начале XX века район испытал значительный приток иммигрантов из различных частей Европы. Крупным этническим анклавом некогда была Маленькая Германия, которая после пожара на пароходе «Генерал Слокам» в 1904 году утратила свою идентичность. Исторически Ист-Виллидж являлся составной частью Нижнего Ист-Сайда, но с началом 1960-х годов, с переселением в район художников и музыкантов, стал развивать собственную субкультуру и приобрёл черты, характерные для сегодняшнего дня:392. Ныне в районе предпринимаются активные усилия по сохранению исторического наследия.
Ист-Виллидж является центром контркультуры, родиной многих музыкальных, художественных и литературных движений, таких как, например, панк-рок. До сих пор район считается символом ночной жизни Нью-Йорка и одним из его культурных центров.

## История

### Нидерландские наделы

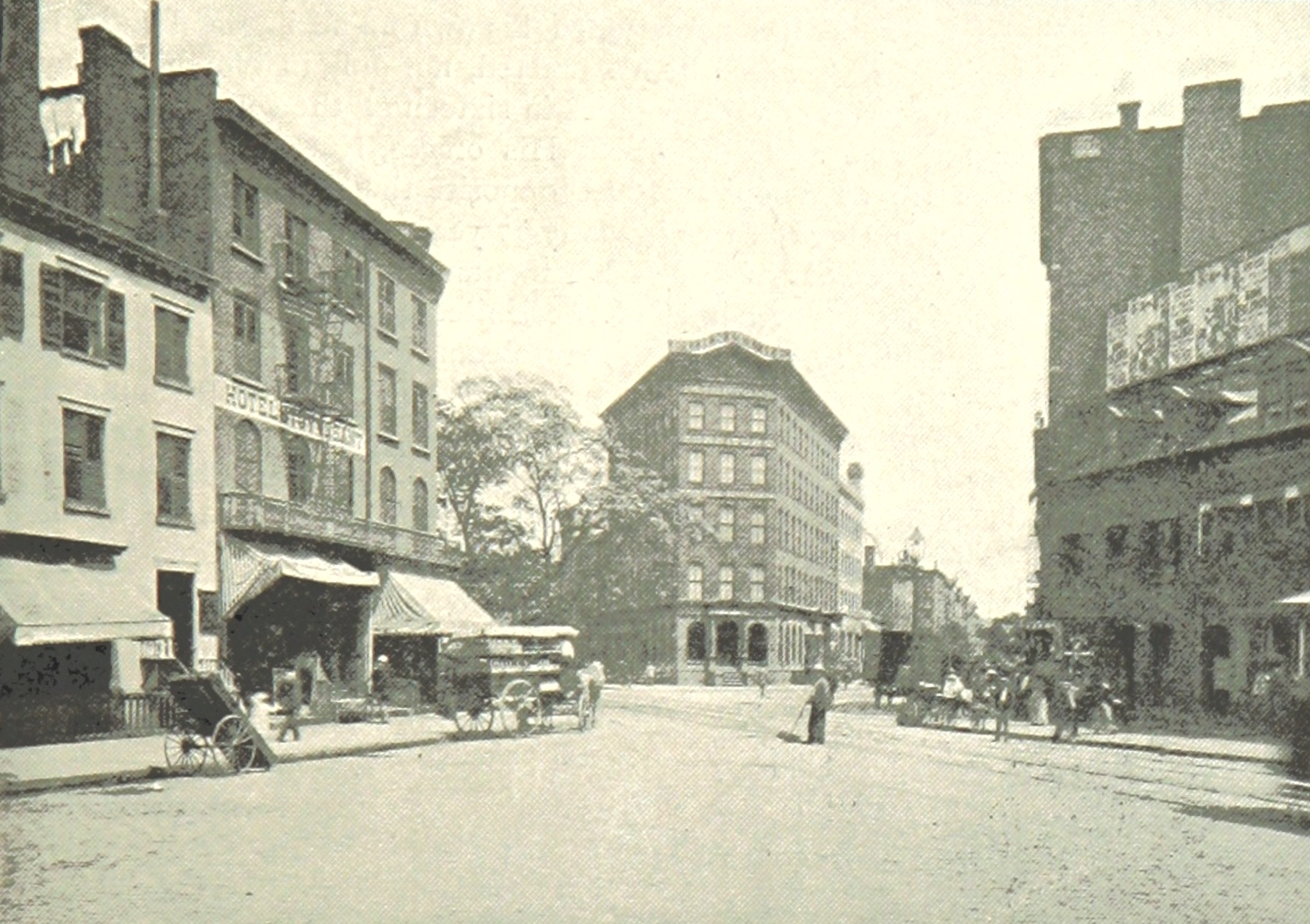
Стайвесант-стрит (уходит влево) — одна из старейших улиц Ист-Виллиджа, по которой некогда проходила граница между голландскими фермами, 1893 год

Территория нынешнего Ист-Виллиджа изначально была заселена коренными американцами ленапе:8. Они проживали здесь непостоянно, приходя на рыбную ловлю летом и возвращаясь вглубь материка в холодные периоды года, чтобы там охотиться и заниматься земледелием:5–23. Манхэттен был выкуплен в 1626 году Петером Минёйтом из Голландской Вест-Индской компании, который занимал пост губернатора Новых Нидерландов. Пришедшие сюда в 1620-х годах голландцы основали колонию Новый Амстердам южнее нынешней Фултон-стрит. К северу же находилось несколько небольших плантаций и крупных ферм, которые тогда назывались «бувериями» (нидерл. bouwerij; эквивалентно boerderij — «ферма» — на современном голландском языке). Вокруг них находилось несколько анклавов свободных или «полусвободных» выходцев из Африки, которые служили буфером между голландцами и коренными американцами:8. Одно из крупнейших таких поселений находилось вдоль современной Бауэри между Принс-стрит и Астор-Плейс:8. Чернокожие фермеры были одними из первых постоянных поселенцев в этом районе:769–770. Несколько таких ферм находилось и на территории современного Ист-Виллиджа:5:9.
На нынешней территории Ист-Виллиджа в те годы было несколько крупных ферм. Одним из значительных землевладельцев был генерал-губернатор Новых Нидерландов Питер Стёйвесант. Его особняк стоял там, где ныне проходит 10-я улица между Второй и Третьей авеню. Хотя он сгорел ещё в 1770-х годах, семья Стёйвесантов владела местными землями ещё более семи поколений, пока они не были распроданы в начале XIX века:5:9. До продажи поместье Стёйвесантов успело расшириться и включило в себя два особняка в георгианском стиле: Бауэри-Хаус на юге:5:9 и Петерсфилд на севере:6:10. Ферма поблизости от современной 2-й улицы между Второй авеню и Бауэри в 1646 году принадлежала Герриту Хендриксену (англ. Gerrit Hendricksen), а в 1732 году перешла в собственность Филипа Минторна (англ. Philip Minthorne). Семьи Минторн и Стёйвесант пользовались на своих фермах рабским трудом:9. По акту 1803 года рабы Стёйвесантов должны были быть похоронены на кладбище церкви Святого Марка в Бауэри:690.

### Зажиточные жители в XVIII—XIX веках
Многие из местных ферм к середине XVIII века превратились в богатые усадьбы. Семьи Стёйвесантов, Деланси и Рутгерсов завладели большей частью земель в Нижнем Ист-Сайде, включая участки, которые позже станут Ист-Виллиджем:178–179. К концу XVIII века землевладельцы в Нижнем Манхэттене начали проводить обмер своих земель, чтобы облегчить его будущее развитие и прокладку уличной сети. На участке земли в поместье Стёйвесантов, обмеренном в 1780-х или 1790-х годах, планировалось проложить новую уличную сеть вокруг Стайвесант-стрит, проходящей с запада на восток. Такая планировка не совпадала с сетью, которая в конечном итоге была заложена в генеральном плане Манхэттена 1811 года, в котором уличная сеть была смещена на 28,9° от меридиана по часовой стрелке. Стайвесант-стрит образовывала границу между бывшими фермами, а прилегающая к ней уличная сеть включала четыре улицы, проходящие с севера на юг, и девять улиц, проходящих с запада на восток:5:9. Поскольку каждый землевладелец проводил обмеры своими силами, существовало несколько различных планов уличных сетей, которые не совпадали между собой. Различные законы, принятые в 1790-х годах на уровне штата, предоставили властям Нью-Йорка расширенные полномочия по планировке и прокладке улиц:6:10. Окончательный генеральный план, опубликованный в 1811 году, зафиксировал нынешнюю уличную сеть к северу от Хаустон-стрит, и большинство улиц в современном Ист-Виллидже, за исключением Стайвесант-стрит, соответствуют этому плану:196. Проходящие с севера на юг авеню были проложены в Нижнем Ист-Сайде в 1810-х годах, а проходящие с запада на восток улицы — в 1820-х годах.
Генеральный план и проложенная по нему уличная сетка стали катализаторами расширения города на север:11. На некоторое время часть Нижнего Ист-Сайда, которая сейчас является Ист-Виллиджем, стала одним из самых богатых жилых районов Нью-Йорка. В 1830-х годах самой престижной улицей считалась Бонд-стрит между Бауэри и Бродвеем, к западу от Ист-Сайда в пределах современного нейборхуда Нохо:178–179. На ней были возведены дома в неогреческом стиле, а также в федеральном стиле:7:10. Престижность района обуславливалась в том числе развитием торговли и ростом городского населения, вызванными открытием канала Эри в 1820-х годах:11.
После прокладки улиц в начале 1830-х годов Ист-Сайд и нынешний нейборхуд Нохо были застроены домами рядного типа:11. Часть рядных домов в федеральном стиле была возведена в 1830-х годах Томасом Дэвисом на 8-й улице между Второй и Третьей авеню. Этот квартал был назван Сент-Марк-Плейс; ныне он является одним из немногих именованных кварталов подобного типа в Ист-Виллидже:12. В 1833 году Дэвис и Артур Бронсоны выкупили весь квартал на 10-й улице от авеню A до авеню B рядом с Томпкинс-сквер-парком. Примечательно, что создание парка не входило в первоначальный генеральный план: участок земли между 7-й и 10-й улицами к востоку от Первой авеню был отведён под рынок, который в результате так и не был построен:8.

Последние из домов рядного типа, оставшихся в Ист-Виллидже
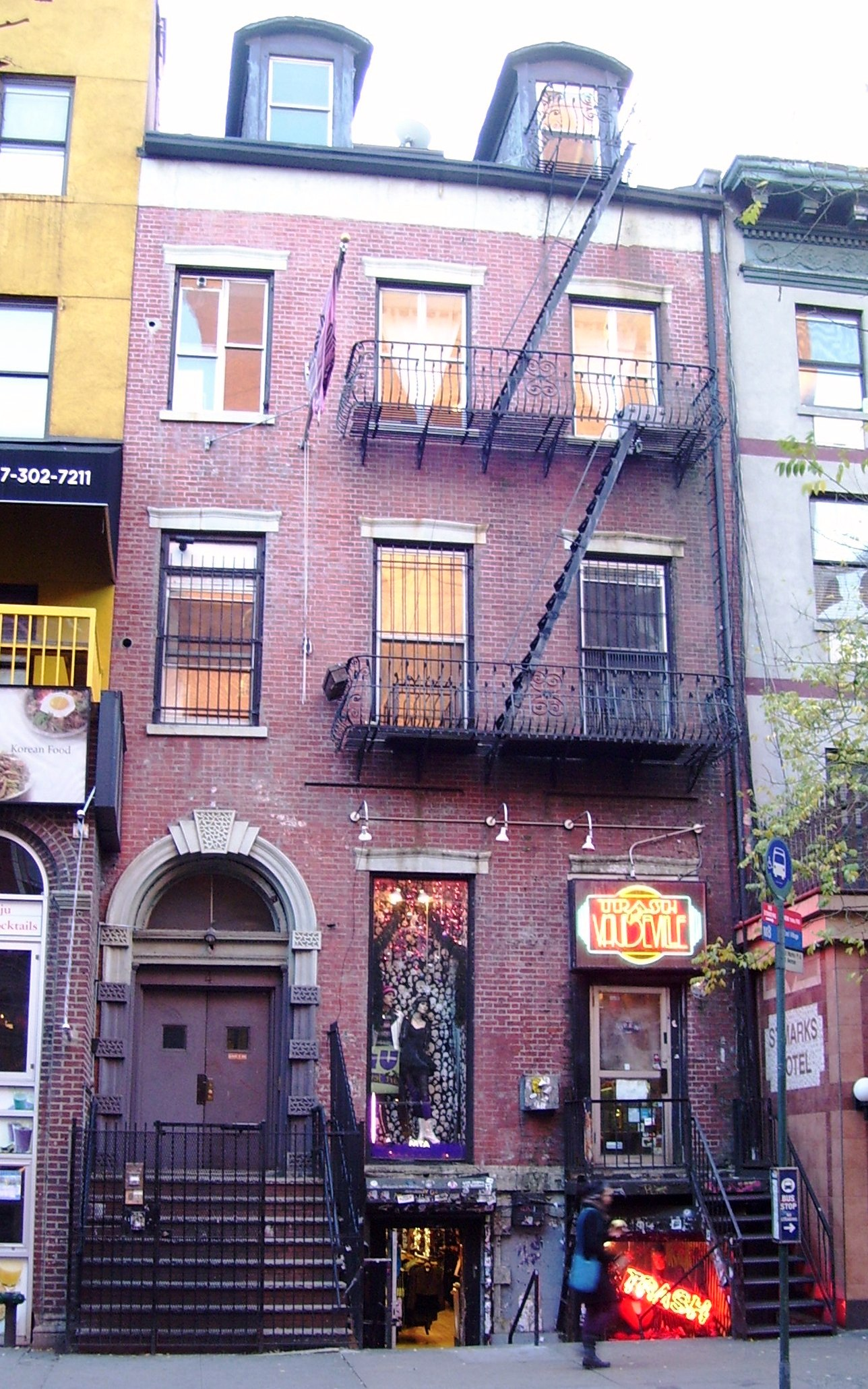
Хамильтон-Холли-хаус[англ.] (1831 год)
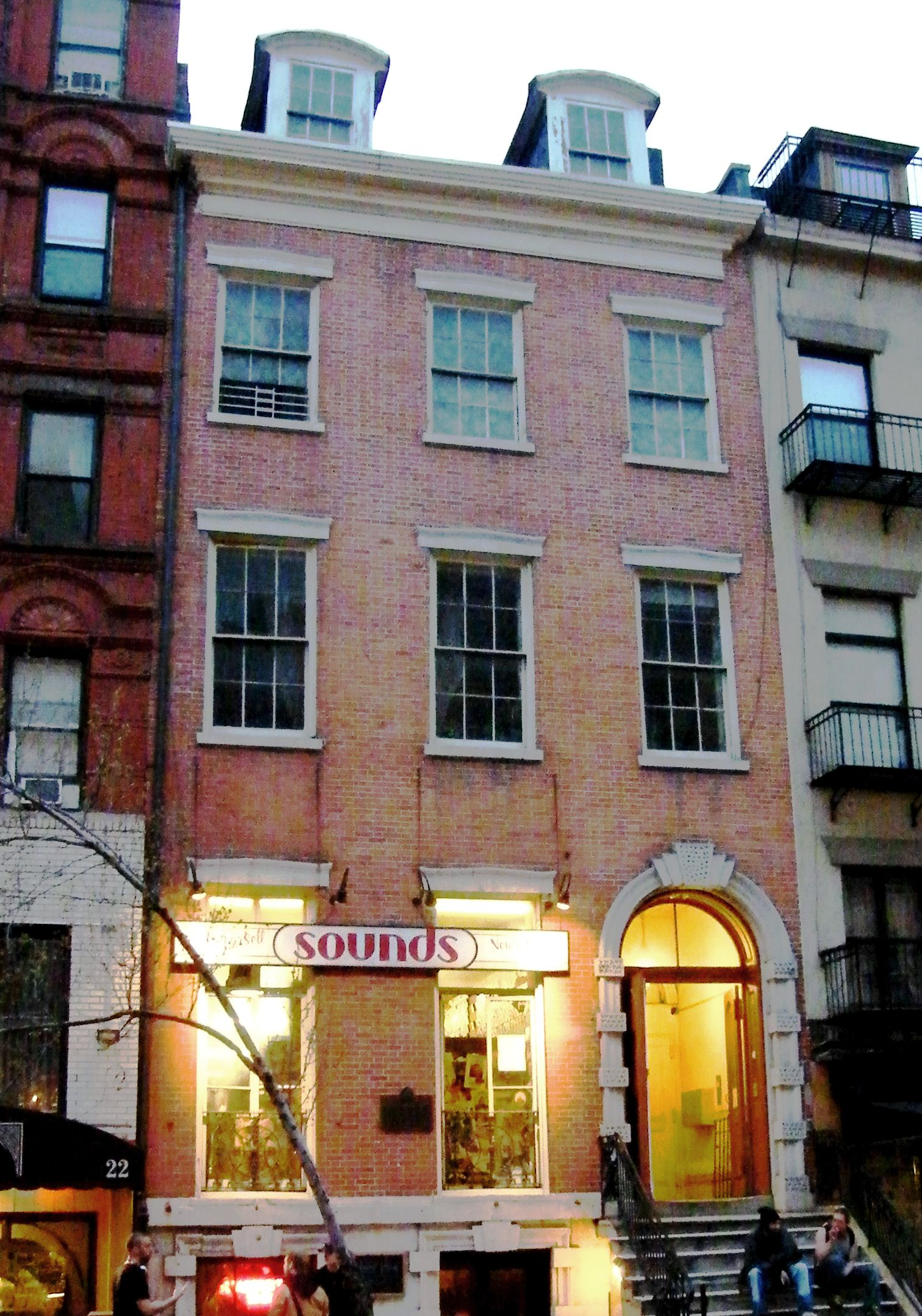
Дэниел-Лерой-хаус[англ.] (1832 год)

Особняки в тот период возводились и в Ист-Сайде. Одной из примечательных застроек тех лет был комплекс из 12 домов под названием «Албион-Плейс» 1832—1833 годов постройки, расположенный на 4-й улице между Бауэри и Второй авеню:7:12. На Второй авеню также активно росли особняки. В статье New York Evening Post от 1846 года говорилось, что Вторая авеню должна была стать одним из «двух великих проспектов для элегантных особняков» на Манхэттене, другой такой улицей должна была стать Пятая авеню:196. В Ист-Сайде также было построено два так называемых мраморных кладбища со схожими названиями: Мраморное кладбище города Нью-Йорка — в 1831 году на 2-й улице между Первой и Второй авеню:1 — и Мраморное кладбище Нью-Йорка — в 1830 году внутри квартала, расположенного по соседству западнее:1.

### Жизнь иммигрантов

#### XIX век
В середине XIX века многие зажиточные горожане начали переезжать дальше на север острова: в Верхний Вест-Сайд и Верхний Ист-Сайд:10. Численность обеспеченных жителей в районе начала сокращаться, а их особняки стали занимать иммигранты из современных Ирландии, Германии и Австрии:15–16.
Население 17-го округа Манхэттена, включавшего западную часть современного Ист-Виллиджа и Нижний Ист-Сайд, увеличилось вдвое с 18 000 человек в 1840 году до более 43 000 человек в 1850 году; к 1860 году оно снова почти удвоилось, достигнув 73 000. Таким образом, 17-й округ стал самым населённым округом Нью-Йорка того времени:15–16:29, 32. Из-за паники 1837 года темпы строительства городского жилья снизились, и иммигрантам стало не хватало квартир. Это привело к широкому распространению практики совместного проживания во многих домах в Нижнем Манхэттене:15–16:746. Ещё одним следствием финансового кризиса стало появление в Ист-Сайде многоквартирных домов нового поколения:14–15. Часть комплексов из таких домов были построены на средства семьи Астор и коммерсанта Стивена Уитни:17. Владельцы домов редко принимали участие в повседневном управлении многоквартирными домами, вместо этого нанимая для этих работ арендодателей (многие из которых были иммигрантами или их детьми):448–449, 788. До того, как в 1860-х годах были приняты регулятивные акты, множество многоквартирных домов были возведены на участках в 25 × 25 футов (7,6 × 7,6 м):17. Для устранения небезопасных и антисанитарных условий в 1879 году был принят второй свод законов, по которому в каждой комнате должно было иметься по окну. Это привело к созданию вентиляционных шахт между каждым зданием. Многоквартирные дома, построенные в соответствии с новыми требованиями тех лет, впоследствии стали называться многоквартирными домами старого закона (англ. Old Law Tenements):21. Реформистские движения, такие как движение, зародившееся благодаря книге Якоба Рииса 1890 года «Как живёт другая половина», предпринимали попытки решить проблемы этого района с помощью постройки новых жилых домов, таких как сетлемент на Генри-стрит, а также с помощью бюро социального обеспечения и обслуживания:769–770.

Застройка времён Маленькой Германии
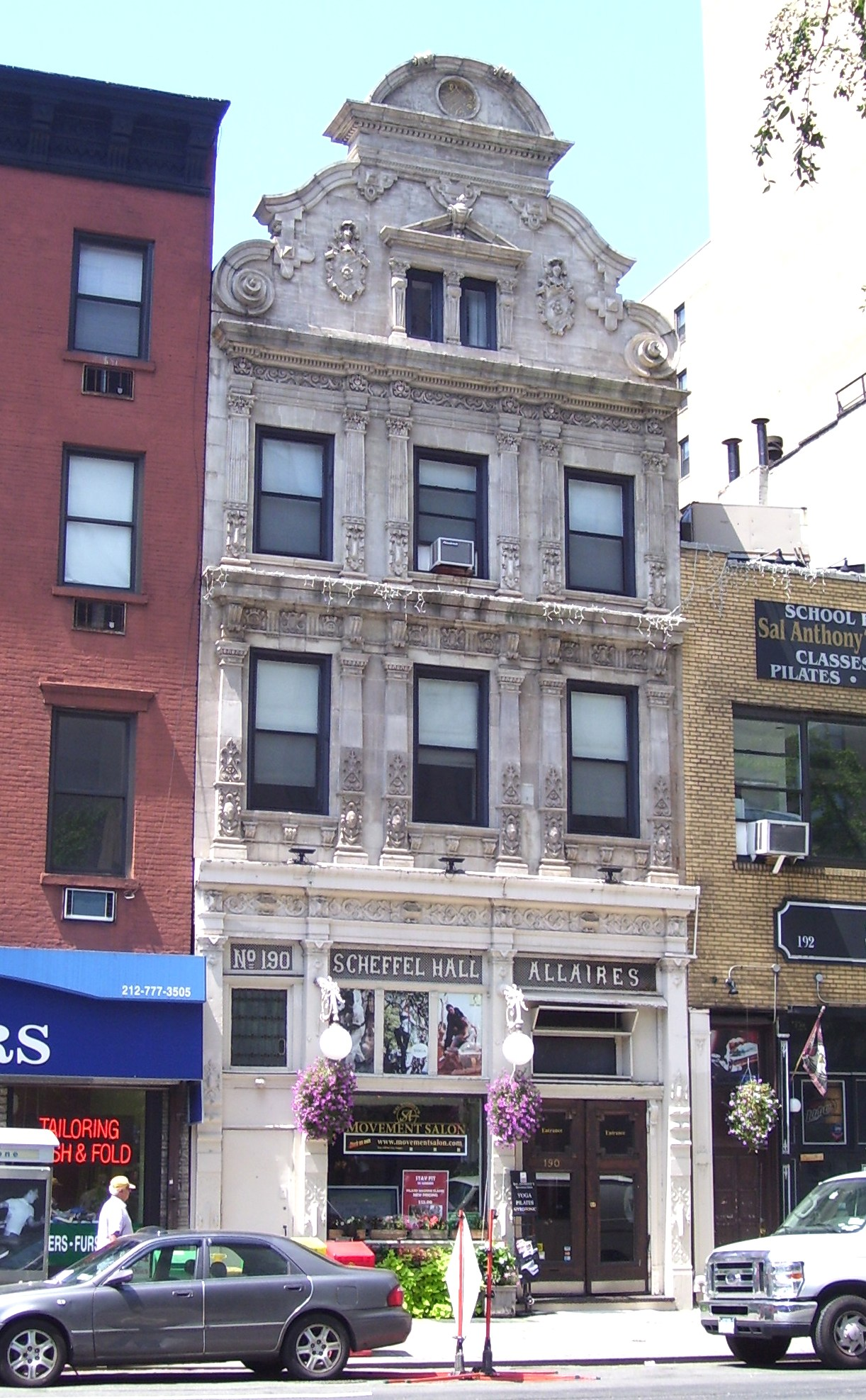
Шеффель-Холл
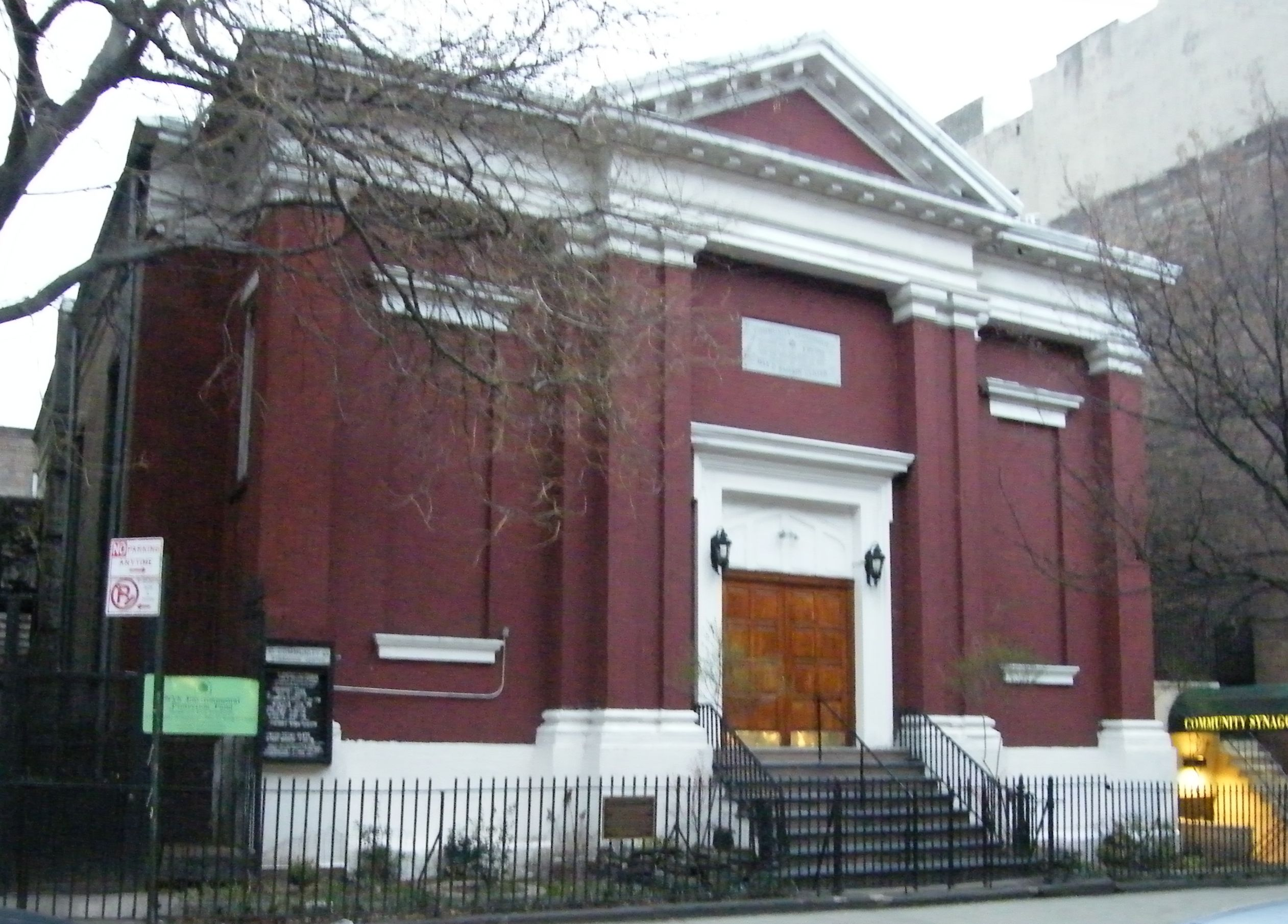
Бывшая евангелическо-лютеранская церковь Св. Марка (ныне синагога)
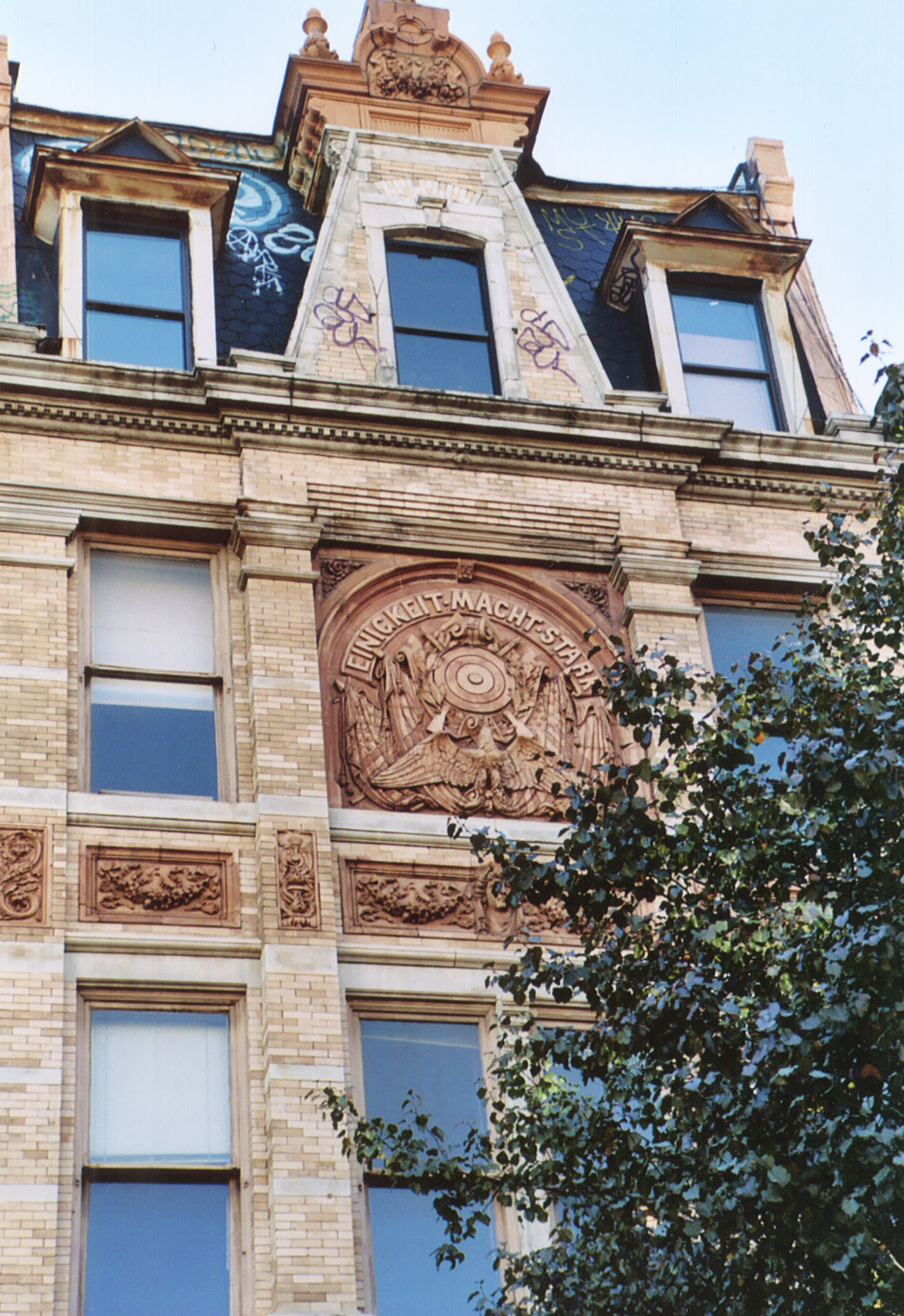
Немецко-американское стрелковое общество

Поскольку большинство новых иммигрантов были немецкоговорящими, современные Ист-Виллидж и Нижний Ист-Сайд стали называться «Маленькой Германией» (нем. Kleindeutschland):29:745. Здесь насчитывалось третье по величине городское население немцев за пределами Вены и Берлина. Это был первый в Америке иноязычный нейборхуд. В Маленькой Германии возникли сотни политических, общественных, спортивных и развлекательных заведений:745, а также множество церквей, многие из которых сохранились до наших дней:21. Кроме того, Маленькая Германия также имела свою собственную библиотеку на Второй авеню, которая ныне является филиалом Нью-Йоркской публичной библиотеки. Однако община прекратила существование вскоре после того, как 15 июня 1904 года сгорел и затонул пароход «Генерал Слокам», в результате чего погибло свыше тысячи американцев немецкого происхождения.
На место немцев пришли иммигранты разных национальностей:22. Среди них были итальянцы и евреи из Восточной Европы, а также греки, венгры, поляки, румыны, русские, словаки и украинцы; представители различных этнических групп старались селиться в обособленных анклавах:769–770. В своей книге «Как живёт другая половина» Риис отметил, что «карта города, раскрашенная по национальностям, будет иметь больше полос, чем у зебры, и больше цветов, чем у любой радуги». Одной из первых этнических групп, населивших бывшую Маленькую Германию, были говорящие на идиш евреи-ашкеназы, которые сначала поселились к югу от Хаустон-стрит, а затем начали перемещаться на север острова:23. Поляки-католики, а также венгры-протестанты тоже оказали значительное влияние на Ист-Сайд, построив на рубеже XX века вдоль 7-й улицы молельные дома. Начиная с 1890-х годов, местные многоквартирные дома начали проектироваться в богатых орнаментах стиля королевы Анны и романского возрождения; многие многоквартирные дома, построенные в конце десятилетия, были выполнены в стиле неоренессанса:26–27. К тому времени этот район всё чаще определялся как часть Нижнего Ист-Сайда.

#### XX век
Новый закон штата Нью-Йорк о многоквартирных домах, принятый в 1901 году, резко изменил правила, которым должны были соответствовать эти строения:29–30. Начало XX века ознаменовалось массовым возведением новых многоквартирных домов, офисных зданий и других коммерческих структур на Второй авеню:30. После расширения дорожного полотна на Второй авеню в начале 1910-х годов многие дома на этой улице лишились переднего крыльца. Символическое завершение эры фешенебельности района произошло в 1912 году, когда из особняка Томаса Дэвиса на пересечении Второй авеню и Сент-Марк-Плейс съехал последний житель. Тот особняк газета New York Times охарактеризовала как «последний фешенебельный дом» на Второй авеню.

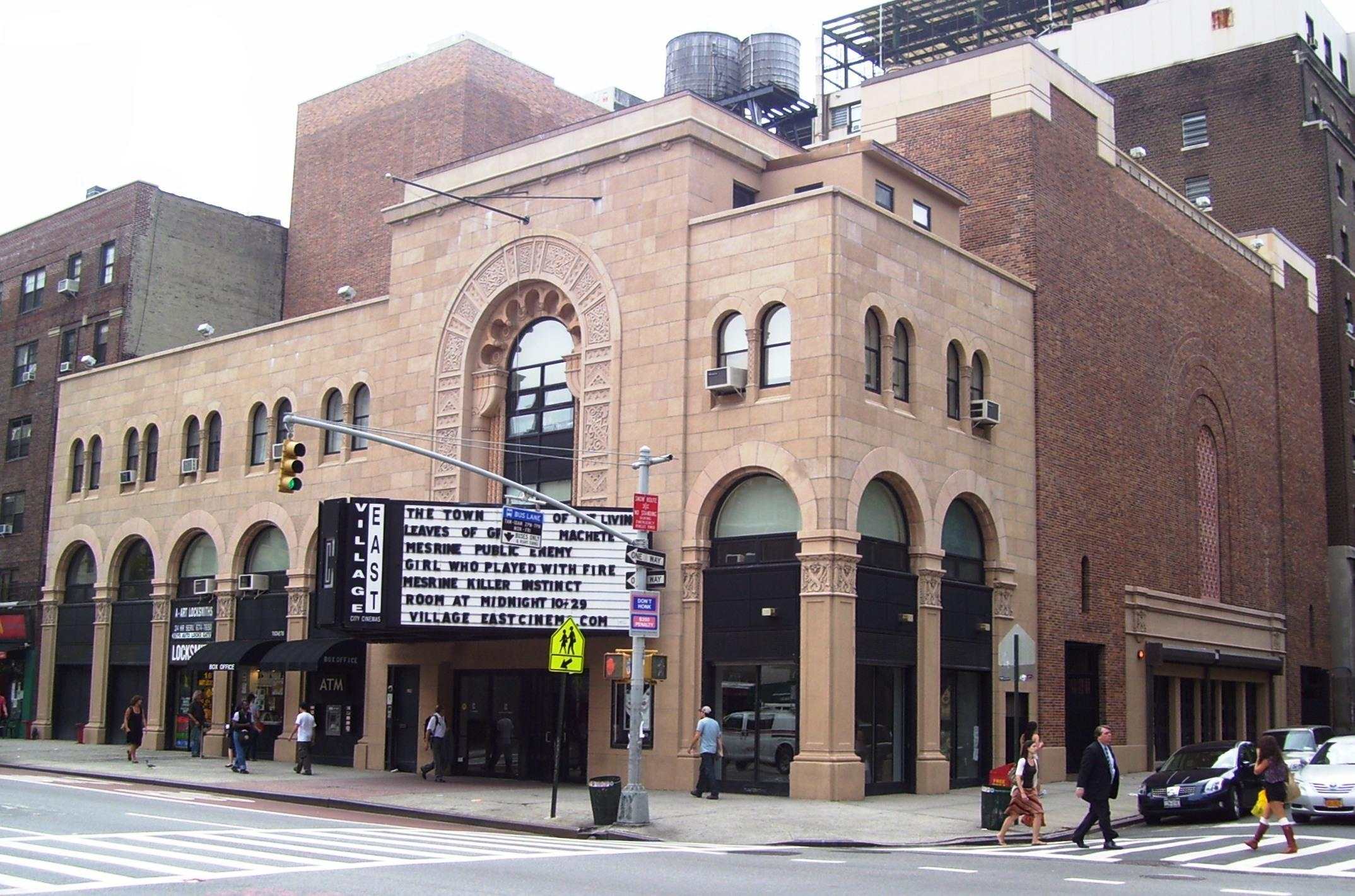
Кинотеатр Виллидж-Ист, бывший идишский театральный центр

Одновременно со сносом особняков в Ист-Сайде возник идишский театральный квартал, или «Идиш-Риальто» (англ. Yiddish Rialto). Здесь было много театров и других развлечений для еврейских иммигрантов города. В то время как большинство первых идишских театров располагались к югу от Хаустон-стрит, некоторые театры рассматривали в первых десятилетиях XX века возможность переезда на север по Второй авеню:31. В 1910-х годах на этой улице открылись два театра на идиш: Театр Второй авеню и Национальный театр. За этим последовало открытие нескольких других театров, таких как Театр Луиса Яффе (ныне кинотеатр Виллидж-Ист) в 1926 году и Общественный театр в 1927 году. В Ист-Сайде также открылись многочисленные кинотеатры, в том числе шесть — на Второй авеню:32. К началу Первой мировой войны в театрах района проходило от 20 до 30 спектаклей за вечер. После Второй мировой войны театр на идиш стал менее популярным, и к середине 1950-х годов в районе оставалось считанное количество театров.

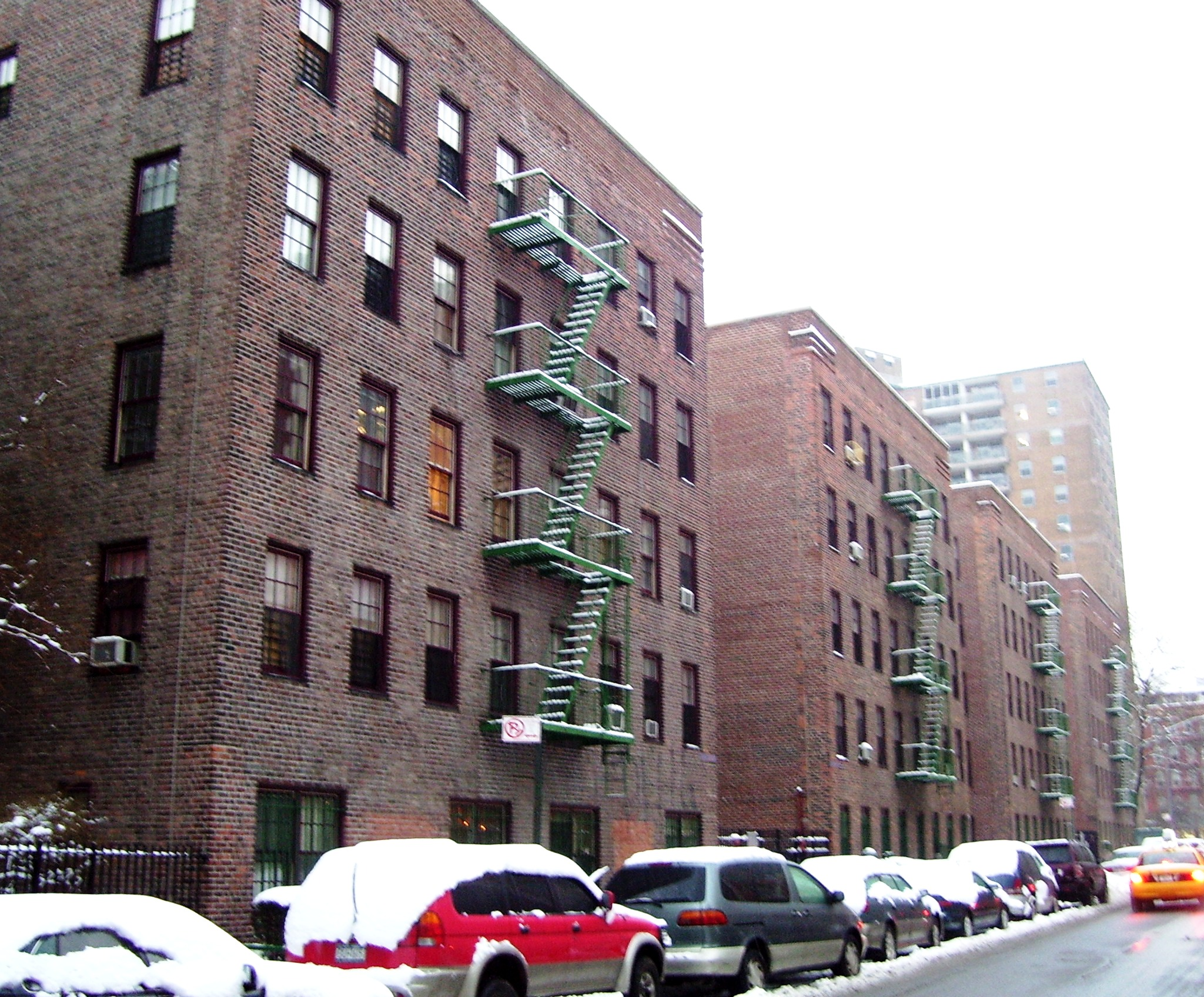
Жилой комплекс Ферст-Хаусес — первый проект социального жилья в США

В 1935—1936 годах на южной стороне Восточной 3-й улицы между Первой авеню и авеню A и на западной стороне авеню А между Восточными 2-й и 3-й улицами был построен жилой комплекс Ферст-Хаусес. Он стал первым проектом социального жилья в США:769–770:1. Нейборхуд изначально заканчивался у Ист-Ривер, к востоку от того места, где позже была проложена авеню D. В середине XX века береговая линия была расширена, и вдоль побережья была проложена магистраль ФДР. В середине XX века украинцы создали по соседству собственный этнический анклав с центром вокруг Второй авеню, 6-й и 7-й улиц:36. В Ист-Виллидж также сохранился и польский этнический анклав. Многие же другие группы иммигрантов уехали, а здания их бывших церквей были проданы и переоборудованы в православные соборы:36. В Ист-Сайде начали селиться латиноамериканские иммигранты; в восточной части района они создали свой анклав, позже получивший название Лоуисайда:37.
В 1930-х годах население Ист-Сайда начало сокращаться. Причиной послужили несколько факторов: введение закона об иммиграции 1924 года, расширение метро Нью-Йорка во внешние городские районы, а также начало Великой депрессии в 1930-х годах:33. Многие устаревшие и изношенные многоквартирные дома в середине XX века были снесены:34. Значительная часть района, включая украинский квартал, была намечена к сносу в соответствии с планом обновления городской застройки 1956 года, который предусматривал перепланировку участка от 9-й улицы до Деланси-стрит и от Третьей до Второй авеню с возведением новых частных кооперативных домов:34. Этот план встретил серьёзное противодействие, поскольку его воплощение привело бы к переселению тысяч людей. В итоге не были реализованы ни первоначальная крупномасштабная застройка, ни пересмотренный план 1961 года, а городское правительство потеряло интерес к осуществлению таких масштабных проектов по расчистке трущоб:35. Примером завершённого проекта по перепланировке городского пространства стал жилой комплекс Виллидж-Вью (англ. Village View) на Первой авеню между Восточными 2-й и 6-й улицами, который открылся в 1964 году:35 частично на месте старой церкви Святого Николая.

### Смена культурного вектора

#### Новый имидж
До середины XX века Ист-Виллидж был лишь северной частью Нижнего Ист-Сайда со схожей иммигрантской культурой рабочего класса. В 1950—1960-х годах за приходом сюда битников последовали хиппи, музыканты, писатели и художники, которым становилась не по карману аренда в стремительно облагораживавшемся Гринвич-Виллидже:35:254. Среди первых переехавших сюда творческих личностей были в 1951—1953 годах писатели Аллен Гинзберг, Уистен Хью Оден и Норман Мейлер:258. Примерно в то же время на Восточной 10-й улице открылись совместные художественные галереи, первыми из которых в 1952 году стали «Танджер» (англ. Tanger) и «Ханса» (англ. Hansa):35. В 1955 году в районе была снесена ветка надземной железной дороги:35. Это сделало район более привлекательным для потенциальных жителей, и уже в 1960 году The New York Times отмечала: «этот нейборхуд постепенно становится признанным продолжением Гринвич-Виллиджа ⟨…⟩ что простирает нью-йоркскую богему от реки к реке»:35.
В той же статье 1960 года говорилось, что агенты по аренде всё чаще называют этот район «Виллидж-Ист» или «Ист-Виллидж». Новое название использовалось, чтобы избежать ассоциаций с трущобами Нижнего Ист-Сайда. Согласно The New York Times, путеводитель 1964 года под названием «Нью-Йорк Эрла Уилсона» (англ. Earl Wilson's New York) сообщал, что «художники, поэты и владельцы кофеен из Гринвич-Виллиджа пытаются переделать этот район под громким названием „Ист-Виллидж“». Новые поселенцы и маклеры по недвижимости популяризировали новое название, и к середине 1960-х этот топоним уже вовсю использовался в медиа-среде:ch. 5. В 1966 году начала выходить еженедельная газета с новым названием района: The East Village Other. The New York Times в статье от 5 июня 1967 года зафиксировала популярность нового названия нейборхуда.

Выступление панк-группы Plasmatics в клубе CBGB, июль 1979 года

Ист-Виллидж стал центром нью-йоркской контркультуры, местом рождения многих художественных движений, включая панк-рок и ньюйориканское литературное движение, начатое пуэрто-риканскими нью-йоркцами. Несколько бывших идишских театров были переоборудованы под постановки офф- и офф-офф-Бродвея; например, Общественный театр на Второй авеню, 66, стал Театром Филлис Андерсон (англ. Phyllis Anderson Theater):35. В театрах на Восточной 4-й улице также проходили офф-бродвейские постановки; среди них были Королевский театр, Театр на Четвёртой улице, Театр Даунтаун, Экспериментальный театральный клуб La MaMa (англ. La MaMa E.T.C.) и Театр Truck & Warehouse — все лишь в одном квартале между Бауэри и Второй авеню:36.
К 1970—1980-м годам Нью-Йорк в целом пришёл в упадок и приближался к банкротству, особенно после налогово-бюджетного кризиса 1975 года:37. Многие жилые дома в Ист-Виллидже в отсутствие должного содержания пришли в запущенное состояние:191–194. Город хоть и приобрел многие из этих зданий, но также не смог поддерживать их состояние из-за нехватки средств:37. В 1986 году был принял план капитального ремонта:38, по которому некоторые объекты недвижимости были переданы Ассоциации взаимного жилищного строительства Купер-сквер (англ. Cooper Square Mutual Housing Association) в рамках соглашения 1991 года:38.
Несмотря на ухудшение состояния жилого фонда в Ист-Виллидже, его музыкальные и художественные площадки процветали:393. К 1970-м годам по соседству начали открываться танцевальные залы для геев и панк-рок-клубы:38. В их число входил рок-клуб «Филмор-Ист», ставший позже частным гей-клубом «Сейнт» (англ. Saint); он находился в здании кинотеатра на Второй авеню, 105:38:264. Театр Филлис Андерсон был переоборудован в Театр Второй авеню, став пристройкой к музыкальному клубу CBGB, и принимал таких музыкантов и такие группы, как Брюс Спрингстин, Патти Смит и Talking Heads. Клуб Pyramid, открывшийся в 1979 году на Авеню A, 101, принимал таких исполнителей, как Nirvana и Red Hot Chili Peppers, а также дрэг-квин Ру Пол и Энн Магнусон:38. Кроме того, к середине 1980-х годов в Ист-Виллидже находилось свыше 100 художественных галерей, первой из которых стала так называемая «Весёлая галерея» Билла Стеллинга и Патти Астор. Также в нейборхуде выставлялись работы Кита Харинга и Жана-Мишеля Баския:393; множество галерей открылось со временем на 7-й улице:38.

#### Спад

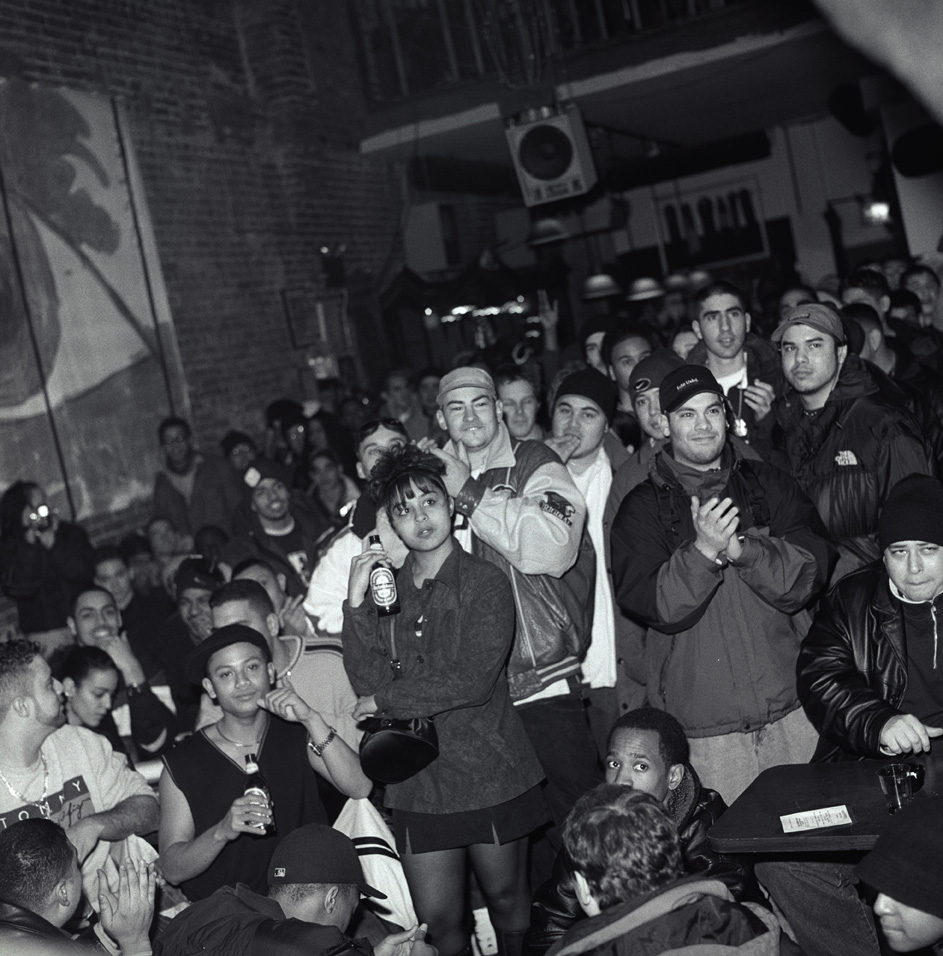
Ньюйориканское поэтическое кафе в 1998 году

К 1987 году пришли в упадок и художественные площадки. Многие из художественных галерей переехали в более прибыльные нейборхуды, такие как Сохо, или вовсе закрылись:38. Художественные площадки стали жертвами своего собственного успеха, поскольку их популярность со временем возродила рынок недвижимости в Ист-Виллидже.
Одним из клубов, пытавшихся возродить былое художественное прошлое нейборхуда, был «Хаус-оф-Сатисфакшен» (англ. House of Satisfaction) Мо Питкинса, частично принадлежавший комику Джимми Фэллону до его закрытия в 2007 году. Согласно исследованию Фордемского университета, посвящённому упадку культуры в Ист-Виллидже, «молодая либеральная культура, некогда нашедшая своё место на манхэттенской стороне Ист-Ривера», частично переместилась в новые районы, такие как Вильямсбург в Бруклине:393. Впрочем, в Ист-Виллидже всё ещё остаётся несколько заметных артистических площадок, таких как кафе «Сайдуок» (англ. Sidewalk Cafe) на пересечении 6-й улицы и авеню A, а также поэтические клубы «Бауэри» и Ньюйориканское поэтическое кафе.

### Джентрификация

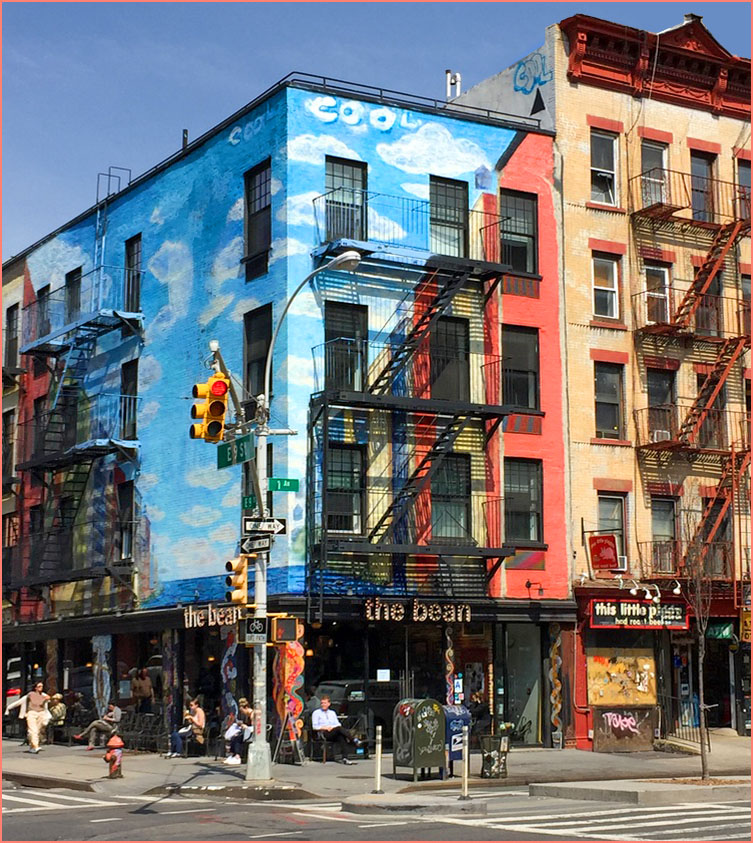
На углу Первой авеню и 9-й улицы

В конце XX века в Ист-Виллидж пришла джентрификация, что стало результатом вышеупомянутого роста цен на жильё:39. В 1970-х годах арендная плата была чрезвычайно низкой, и этот район считался одним из последних по привлекательности на Манхэттене. Однако уже в 1983 году Times сообщала, что из-за наплыва художников и последовавшего повышения арендной платы многие заведения и иммигранты были вынуждены покинуть Ист-Виллидж. Уже к следующему году молодые профессионалы составляли костяк населения нейборхуда. Несмотря на это, уровень преступности оставался высоким, а в Томпкинс-сквер-парке открыто продавались наркотики.
Вызванная джентрификацией социальная напряжённость привела в 1988 году к бунту в Томпкинс-сквер-парке. Он произошёл на фоне планов городского правительства объявить здесь комендантский час, направленный на борьбу с местными бездомными. В 1992 году парк снова был открыт:393. Последствия бунта несколько замедлили процесс джентрификации, поскольку цены на недвижимость упали. Однако к концу XX века цены на недвижимость возобновили стремительный рост. Около половины магазинов Ист-Виллиджа открылись в течение десяти лет после бунта, а уровень вакантных площадей за этот период упал с 20 % до 3 %, что указывает на то, что многие из долговременных арендаторов были вытеснены из района.
К началу XXI века некоторые здания в этом районе были снесены и заменены более новыми строениями. Так, в 2010 году актёр Дэвид Швиммер купил на 6-й улице особняк 1852 года и полностью его перестроил, несмотря на неоднократные уведомления о возможном статусе памятника архитектуры.

#### Зонирование
В ходе джентрификации Ист-Виллиджа в первом десятилетии XXI века различные общественные организации и активисты, такие как Общество сохранения исторического наследия Гринвич-Виллидж (GVSHP), 3-й общественный совет Манхэттена, Коалиция сообщества Ист-Виллиджа и член городского совета Рози Мендес, начали призывать к изменению зонирования района. Первый проект был опубликован в июле 2006 года и касался участка, ограниченного Восточной 13-й улицей на севере, Третьей авеню на западе, Деланси-стрит на юге и авеню D на востоке. Предложение по изменению зонирования было высказано в ответ на озабоченность по поводу назначения и масштабов некоторых новых строений на этом участке. В 2008 году изменения были одобрены. Среди прочего, в рамках нового зонирования были установлены ограничения по высоте для новой застройки на всей затронутой территории, а также изменена допустимая плотность застройки, ограничена передача прав на воздух, отменён бонус зонирования для общежитий и отелей, а также созданы стимулы для создания и сохранения доступного жилья.

#### Усилия по сохранению исторического наследия
Местные общественные группы, такие как GVSHP, предпринимают активные действия для защиты архитектурного и культурного наследия Ист-Виллиджа, а также для получения для него статуса достопримечательностей. В 2011 году комиссия Нью-Йорка по охране достопримечательностей (LPC) озвучила предложение предоставить двум участкам Ист-Виллиджа статуса исторических: небольшому району на 10-й улице к северу от Томпкинс-сквер-парка и более крупному району на юге Второй авеню. В январе и октябре следующего 2012 года соответственно первому и второму участку были предоставлены статусы исторических.
Некоторые усилия по сохранению исторического наследия, впрочем, оказались, напрасными. Так, несмотря на запрос в 2012 году GVSHP и связанных с ним активистов об придании статуса памятника христианской церкви Марии Помощницы и школе с приходским флигелем, все эти строения в 2013 году были снесены. В 2011 году было принято решение о сносе дома в федеральном стиле постройки начала XIX века на Купер-сквер, 35, — одного из старейших в Бауэри и Ист-Виллидже — для освобождения места для общежития колледжа. Иногда LPC вовсе отклоняет запросы о назначении статуса достопримечательности, как это было в случае с многоквартирным домом в итальянском стиле на Восточной 13-й улице, 143. Также LPC порой отказывается от расширения существующих исторических районов; например, в 2016 году было отказано во включении бывшего дома иллюстратора Фелисии Бонд на Восточной 7-й улице, 264, и четырёх соседних многоэтажных домов в выделенный в 2012 году исторический район.

## География
С Ист-Виллиджем граничат районы Нохо, Бауэри и Гринвич-Виллидж на западе, Стайвесант-сквер на северо-западе, Стайвесант-таун — Питер-Купер-Виллидж на северо-востоке, Грамерси на севере и Нижний Ист-Сайд на юге. В нейборхуде есть несколько небольших анклавов с ярко выраженным характером.

### Алфабет-Сити

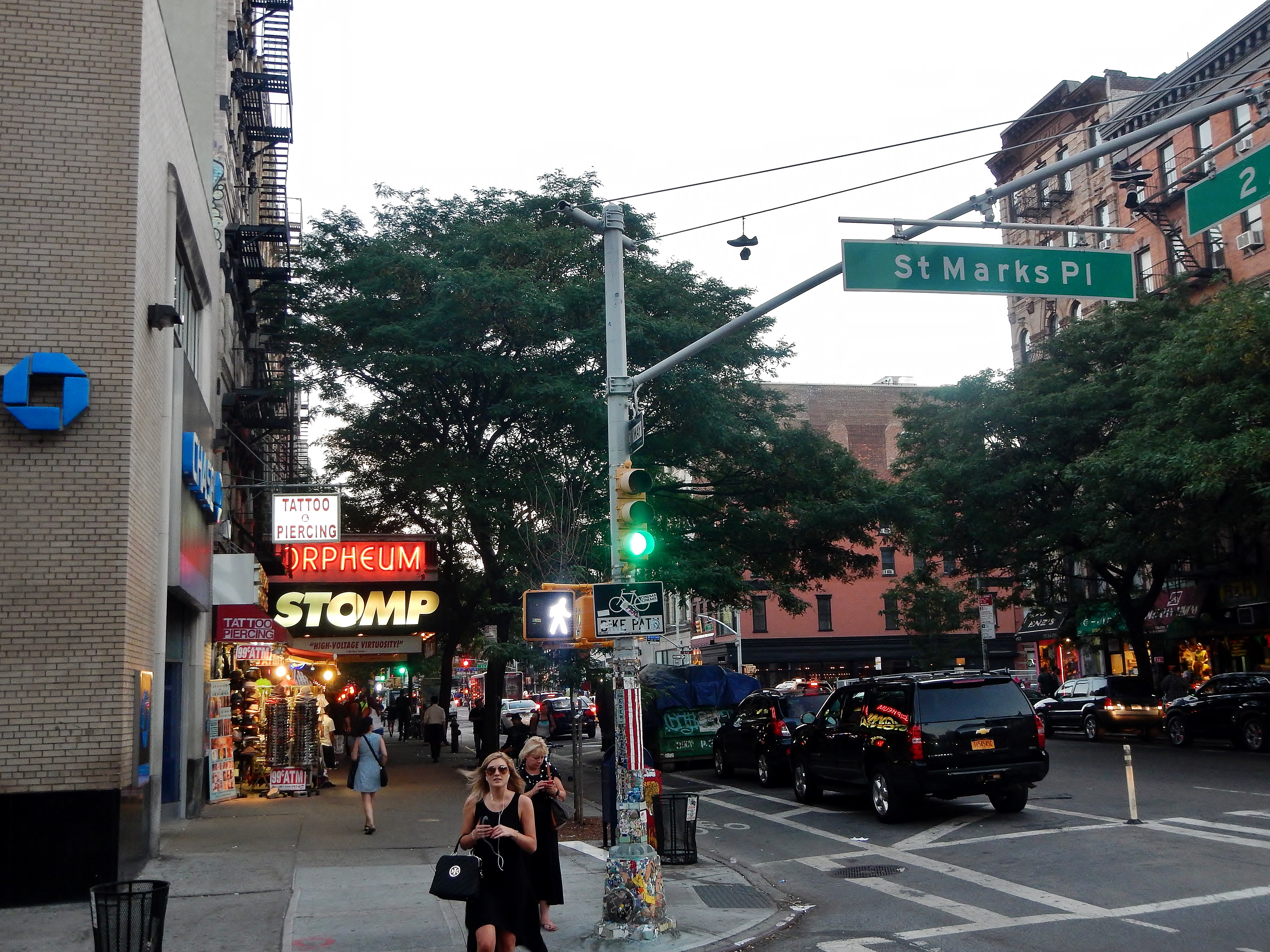
Фонарный столб на Сент-Маркс-Плейс, отделанный мозаикой

Алфабет-Сити — восточная часть Ист-Виллиджа, получившая своё название по улицам с однобуквенными названиями: авеню A, B, C и D. Он ограничивается Хаустон-стрит на юге и 14-й улицей на севере. Из достопримечательностей в Алфабет-Сити можно выделить Томпкинс-сквер-парк и упоминавшееся выше Ньюйориканское поэтическое кафе. В Алфабет-Сити есть улица Сент-Маркс-Плейс, являющаяся продолжением 8-й улицы между Третьей авеню и авеню А. На ней широко представлена японская уличная культура, а также ретро-панк-культура и новый магазин клуба CBGB; также Сент-Маркс-Плейс является частью «Мозаичной тропы» — маршрута из 80 инкрустированных мозаикой фонарных столбов, ведущего от Бродвея вниз по 8-й улице до авеню А и 4-й улицы и затем обратно до 8-й улицы.
Алфабет-Сити некогда олицетворял злачное место Нью-Йорка. Его джентрификация на стыке XX и XXI веков коренным образом изменила имидж нейборхуда. Восточная часть Алфабет-Сити носит собственное название «Лоуисайда» (англ. Loisaida), произошедшее от пуэрто-риканского произношения нейборхуда Нижний Ист-Сайд:37.

### Бауэри
Некогда улица и прилегающий к ней район Бауэри были известны своими многочисленными приютами для бездомных, центрами реабилитации наркоманов и барами. Выражение «на Бауэри», вышедшее со временем из употребления, было синонимом безденежья. В XXI веке джентрификация также настигла Бауэри, и он превратился в бульвар с новыми роскошными кондоминиумами. Реконструкция в районе встретила сопротивление со стороны её постоянных жителей, опасавшихся утери уникального характера Бауэри. В районе также появилось развитое артистическое сообщество. Здесь находится Поэтический клуб Бауэри, где проводили чтения писатели Амири Барака и Тейлор Мид; до 2006 года на этом месте располагался вышеупомянутый ночной клуб CBGB.

### Маленькая Украина

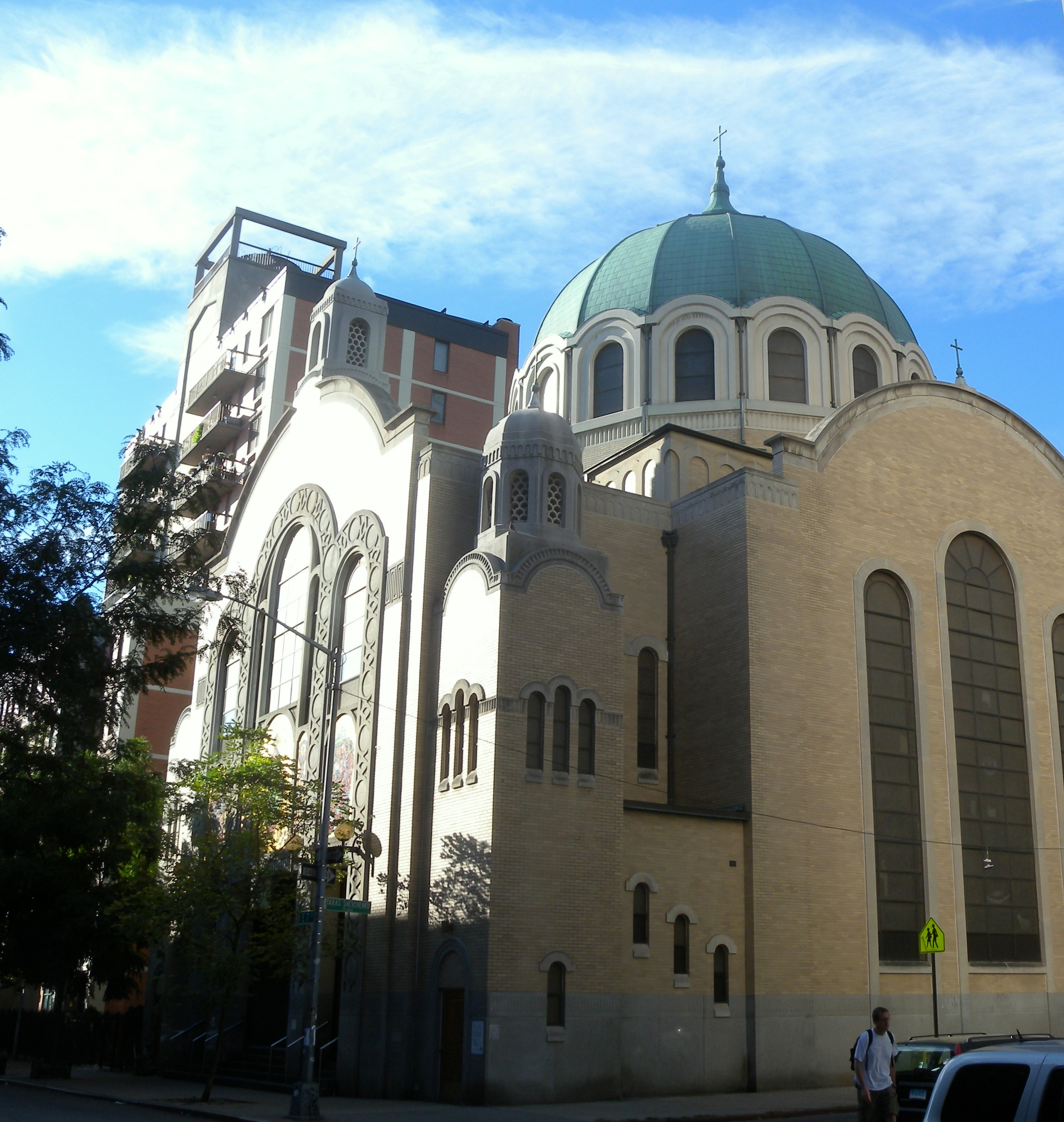
Церковь святого Георгия (Нью-Йорк) Украинской грекокатолической церкви на 7-й улице

Маленькая Украина — этнический анклав в Ист-Виллидже, в который украинские нью-йоркцы начали стекаться ещё в конце XIX века.
В начале XX века украинские иммигранты начали переселяться в районы, где ранее доминировали восточноевропейские и галицкие евреи, а также в немецкий анклав Нижнего Ист-Сайда. После Второй мировой войны украинское население этого квартала достигло 60 000 человек, но, как и в случае с Маленькой Италией, сегодня украинский анклав представлен лишь несколькими украинскими магазинами и ресторанами. Ныне на участке между Хаустон-стрит и 14-й улицей и между Третьей авеню и авеню A по-прежнему проживает почти треть населения Нью-Йорка с украинскими корнями. Здесь расположено несколько церквей, в том числе церковь святого Георгия, а также украинские рестораны и мясные лавки, Украинский музей, филиал Научного общества имени Тараса Шевченко и украинский культурный центр.
С начала XX века украинская католическая церковь святого Георгия является одной из культурных доминант Маленькой Украины. Здесь проводятся ежедневные литургии и исповеди; под управлением церкви находится Академия святого Георгия — приходская школа совместного обучения. Начиная с 1976 года, церковь спонсирует ежегодный Фестиваль украинского наследия — одну из немногих сохранившихся аутентичных уличных ярмарок Нью-Йорка. В апреле 1978 года городской совет Нью-Йорка переименовал небольшую улицу, соединяющую Восточную 7-ю и 6-ю улицы, в Тарас-Шевченко-Плейс, в честь Тараса Шевченко — национального украинского поэта и мыслителя.

## Население
Согласно данным переписи населения США 2010 года, население Ист-Виллиджа составляло 44 136 человек, что на 2390 человек (5,4 %) больше, чем в 2000 году, когда оно насчитывало 41 746 человек. Площадь Ист-Виллиджа составляет примерно 1 км², соответственно плотность населения составляет около 44 000 чел./км². Расовый состав населения: 65,5 % (28 888) белых, 3,9 % (1743) афроамериканцев, 0,1 % (64) коренных американцев, 14,9 % (6560) выходцев из Азии, 0,05 % (22) гавайцев или жителей Океании, 0,4 % (182) других рас и 2,8 % (1214) представителей двух или более рас. Испаноязычные американцы или латиноамериканцы любой расы составляли 12,4 % (5463) населения.

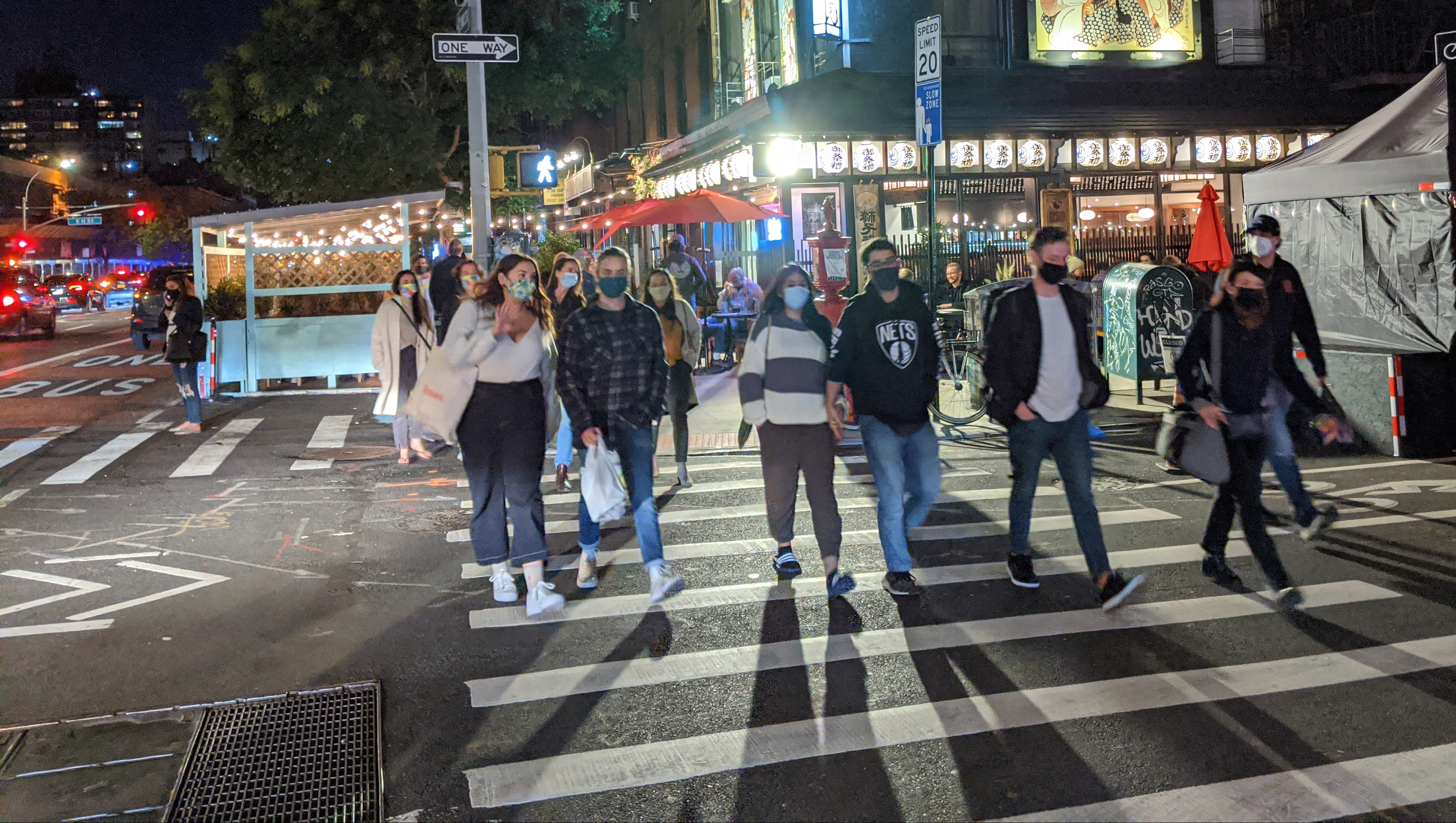
Люди на улицах Ист-Виллиджа во время эпидемии COVID-19, октябрь 2020 года

В целом в Общественном округе 3, который включает Ист-Виллидж и Нижний Ист-Сайд, по данным отчёта департамента здравоохранения и психической гигиены Нью-Йорка за 2018 год, проживало 171 103 человека, а средняя продолжительность жизни составляла 82,2 года:2, 20. Этот показатель был выше, чем средняя продолжительность жизни в среднем по Нью-Йорку, составлявшая 81,2 года:53 (PDF p. 84). Большинство жителей являлись взрослыми людьми: большинство (35 %) находилось в возрасте от 25 до 44 лет, 25 % — в возрасте от 45 до 64 лет, а 16 % — в возрасте от 65 лет и старше. Доля молодёжи и жителей студенческого возраста была ниже: 13 % и 11 % соответственно:2.
По состоянию на 2017 год, средний доход домохозяйства в 3-м общественном округе составлял 39 584 доллара, тогда как средний индивидуальный доход в Ист-Виллидже составлял 74 265 долларов. В 2018 году примерно 18 % жителей Ист-Виллиджа и Нижнего Ист-Сайда жили в бедности, по сравнению с показателем 14 % на Манхэттене и 20 % в целом по Нью-Йорку. Каждый двенадцатый житель (8 %) был безработным, по сравнению с 7 % в Манхэттене и 9 % в Нью-Йорке. Доля жителей Ист-Виллиджа и Нижнего Ист-Сайда, испытывавших трудности с оплатой арендной платы, составляла 48 %, по сравнению с манхэттенским и общегородским показателем в 45 % и 51 % соответственно. По этим данным на 2018 год, Ист-Виллидж и Нижний Ист-Сайд считались джентрифицированными районами:7.

## Здравоохранение и экология
По данным на 2018 год, преждевременные и подростковые роды были меньше распространены в Ист-Виллидже и Нижнем Ист-Сайде, чем в других городских нейборхудах. Так, по состоянию на 2018 год, в Нижнем Ист-Сайде и Ист-Виллидже было зарегистрировано 82 случая преждевременных родов на 1000 родов (по сравнению с общегородским показателем в 87 случаев) и 10,1 случая подростковых родов на 1000 родов (по сравнению с общегородским показателем 19,3 случая):11 В Ист-Виллидже насчитывается небольшое количество жителей, не имеющих медицинской страховки. В 2018 году этот показатель оценивался в 11 %, что немногим меньше среднего значения по городу в 12 %:14.
В 2018 году 88 % жителей потребляли фрукты и овощи каждый день, что примерно совпадало со среднегородским показателем. В 2018 году 70 % жителей назвали своё здоровье «хорошим», «очень хорошим» или «отличным», что было ниже среднего показателя по городу, равного 78 %:13. На каждый супермаркет в Ист-Виллидже и Нижнем Ист-Сайде насчитывалось по 18 придомовых магазинов:10.
Концентрация мелкодисперсных частиц в Ист-Виллидже и Нижнем Ист-Сайде в 2018 году составляла 0,0089 мг/м³, что превышало средний показатель по Нью-Йорку:9.
Ближайшие к Ист-Виллиджу крупные больницы: медицинский комплекс Бет-Изрейел в Стайвесант-тауне, а также Госпиталь Белвью и Медицинский центр Нью-Йоркского университета в Кипс-Бее и Нью-Йоркская пресвитерианская больница Нижнего Манхэттена в Муниципальном центре.

## Образование
Доля жителей с образованием в объёме колледжа в Ист-Виллидже и Нижнем Ист-Сайде выше, чем в целом по Нью-Йорку. Так, 48 % жителей в возрасте от 25 лет имели образование в объёме колледжа, в то время как 24 % имели образование ниже среднего, а 28 % являлись выпускниками школ или имели неоконченное высшее образование. Для сравнения доля жителей Манхэттена и в целом ньюйоркцев с образованием в объёме колледжа и выше составляла в 2018 году 64 % и 43 % соответственно:6. Процент учеников с достаточным уровнем знания математики вырос в Нижнем Ист-Сайде и Ист-Виллидже с 61 % в 2000 году до 80 % в 2011 году, а доля учеников, обладающих достаточными навыками чтения, увеличилась с 41 % до 53 % за тот же период времени.

### Школы
Учащиеся, проживающие в границах муниципального школьного округа Ист-Виллиджа, могут подать заявление на обучение в любой школе округа, включая школы Нижнего Ист-Сайда.
В Ист-Виллидже находятся следующие начальные школы системы PK-5, если не указано иное:

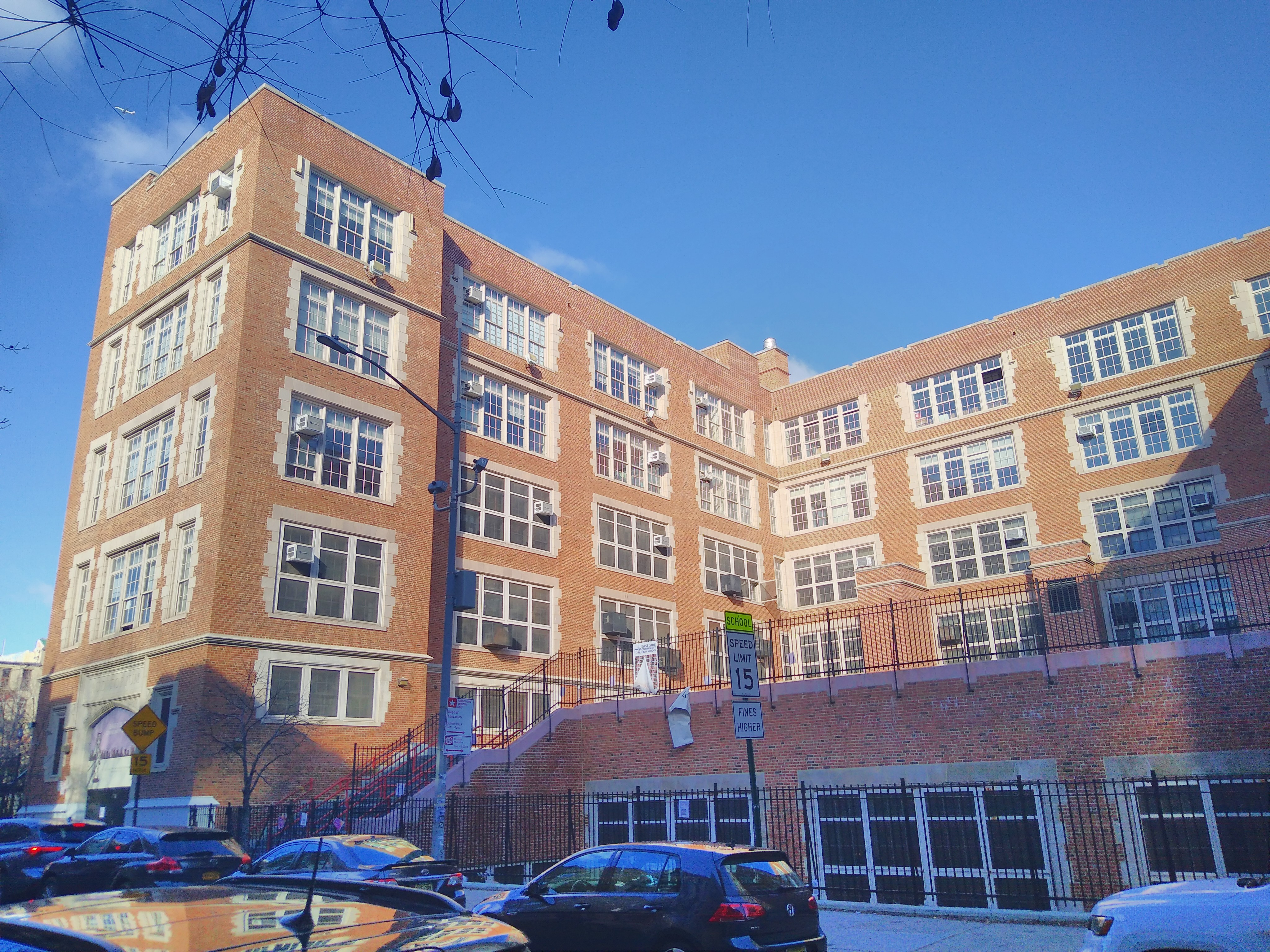
Средняя школа Ист-Сайда на 11-й улице

- Школа № 15 имени Роберто Клементе[109];
- Школа № 19 имени Ашера Леви[110];
- Школа № 34 имени Франклина Рузвельта (grades PK-8)[111];
- Школа № 63 — Академия STAR[112];
- Школа № 64 имени Роберта Симона[113];
- Школа № 94 (система K-8)[114];
- Школа № 188 (система PK-8)[115];
- Школа Земли (англ. Earth School)[116];
- Школа нейборхуда (англ. Neighborhood School)[117];
- Детская школа-мастерская[118];
- Общинная школа Ист-Виллиджа[119].

В районе расположены следующие средние и старшие школы:
- Общественная средняя школа Ист-Сайда (6-12 классы)[120];
- Манхэттенская школа карьерного развития (9-12 классы)[121];
- Средняя школа Томпкинс-сквер (6-8 классы)[122].

### Библиотеки
Публичная библиотека Нью-Йорка управляет в Ист-Виллидже тремя филиалами:
- Филиал Оттендорфер находится на Второй авеню, 135. Он открылся в 1884 году благодаря пожертвованию журналиста Освальда Оттендорфера[англ.], который владел газетой New Yorker Staats-Zeitung. Филиал Оттендорфер, спроектированный в стиле неоренессанса, носит статус городской достопримечательности[22].
- Филиал на Томпкинс-сквер на Восточной 10-я улице, 331; открылся в 1887 году[123].
- Филиал Хамилтон-Фиш-парк на Восточной Хаустон-стрит, 415. Первоначально он был построен в 1909 году как библиотека Карнеги, однако был снесён при расширении Хаустон-стрит; нынешнее же одноэтажное строение, в котором находится филиал, было построено в 1960 году[124].

### Высшее образование

#### Нью-Йоркский университет

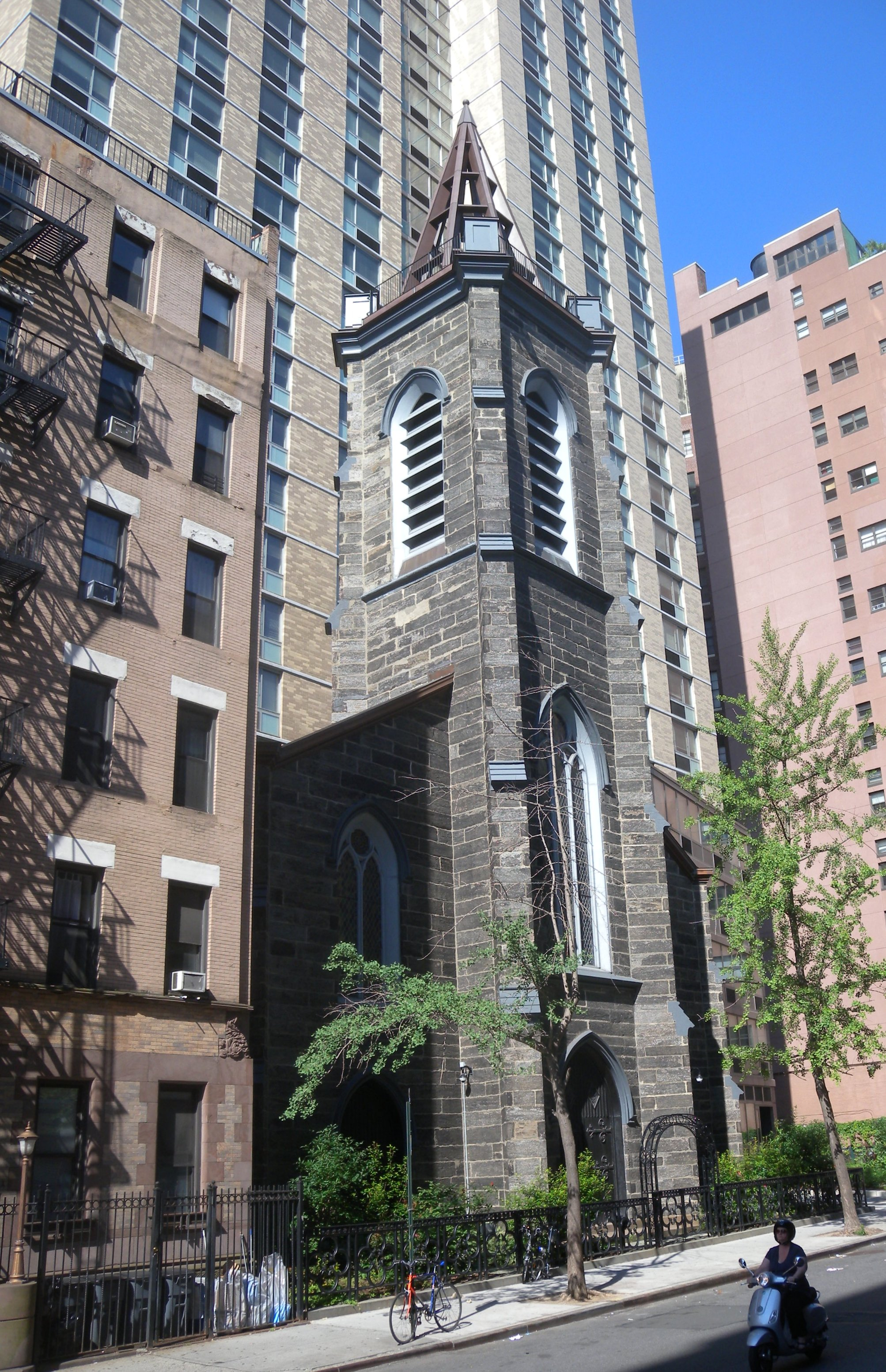
Церковь святой Анны (Манхэттен), теряющаяся на фоне общежития Нью-Йоркского университета

По ходу джентрификации в Ист-Виллидже увеличилось количество зданий, принадлежащих и обслуживаемых Нью-Йоркским университетом, в особенности общежитий для студентов бакалавриата. Проводимая университетом застройка неоднократно приводила к конфликтам с местными жителями.
Так, церковь Святой Анны — каменное сооружение, отделанное рустованным камнем, с башней в неороманском стиле на Восточной 12-й улице 1847 года постройки — была продана Нью-Йоркскому университету, чтобы освободить место для 26-этажного общежития на 700 мест. После протеста сообщества университет пообещал сохранить оригинальный фасад церкви. Хотя своё обещание университет и сдержал, общежитие, которое ныне является самым высоким сооружением в округе, было возведено вплотную к церкви.
У Нью-Йоркского университета часто возникали разногласия с жителями как Ист-, так и Вест-Виллиджа из-за его обширных планов по расширению кампуса. Так, городская активистка Джейн Джейкобс боролась против университета ещё в 1960-х годах.

#### Купер-Юнион
Архитектурный колледж Купер-Юнион, находящийся в Купер-сквере, был основан в 1859 году предпринимателем и филантропом Питером Купером. Конкурс на зачисление в 2021 году составлял порядка 7 человек на место. Ранее в Купер-Юнионе действовали бесплатные программы обучения в инженерном деле, искусстве и архитектуре. Большой зал колледжа помнит многие исторические речи, в том числе выступление Авраама Линкольна в феврале 1860 года, внёсшее существенный вклад в его победу на президентских выборах. Новое здание колледжа на Купер-сквер, 41, 2009 года постройки стало первым в Нью-Йорке, получившим платиновый статус по системе LEED.

## Культура

### Религия
Как следствие неотъемлемого мультикультурализма, в Ист-Виллидже находятся церкви разных конфессий. Среди них: Средняя коллегиальная церковь реформатской церкви в Америке 1891—1892 годов постройки (5 декабря 2020 года пожар серьёзно повредил интерьер здания), церковь Рождества Христова римско-католической архиепархии Нью-Йорка (изначально построенная в 1842 году, она выгорела в 1912 году, а в 1970 году — отстроена в современном стиле), вышеупомянутая церковь Святого Марка в Бауэри епископальной церкви, включённая в 1972 году в Национальный реестр исторических мест США, и многие другие.
9 октября 1966 года Бхактиведанта Свами Прабхупада, основатель Международного общества сознания Кришны, провёл первый сеанс пения мантры «Харе Кришна» на открытом воздухе за пределами Индийского субконтинента в Томпкинс-сквер-парке. Эта дата считается днём основания кришнаизма в США, а большое дерево недалеко от центра парка обозначено как особое религиозное место для приверженцев Кришны.

Некоторые церкви Ист-Виллиджа
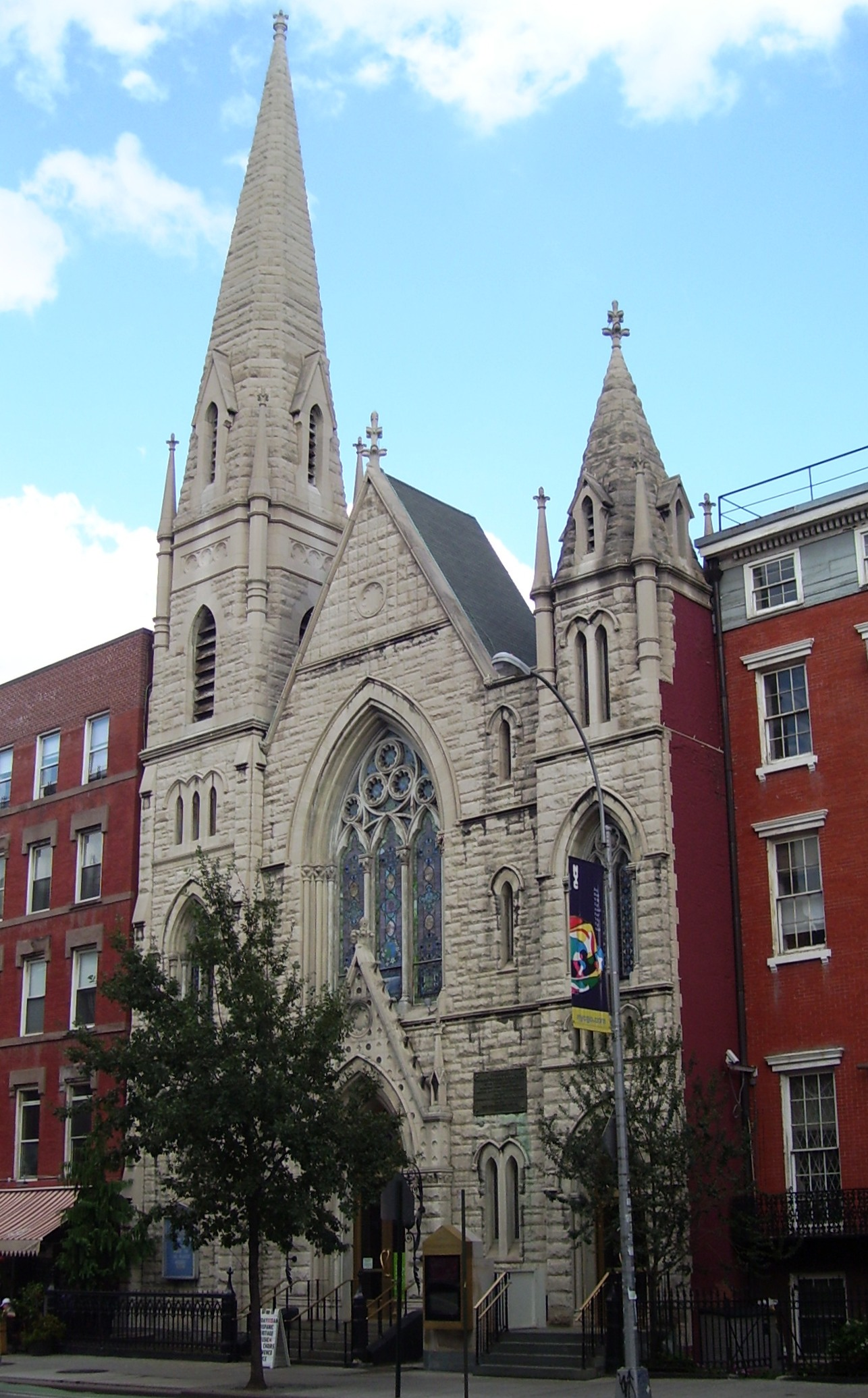
Средняя коллегиальная церковь[англ.]
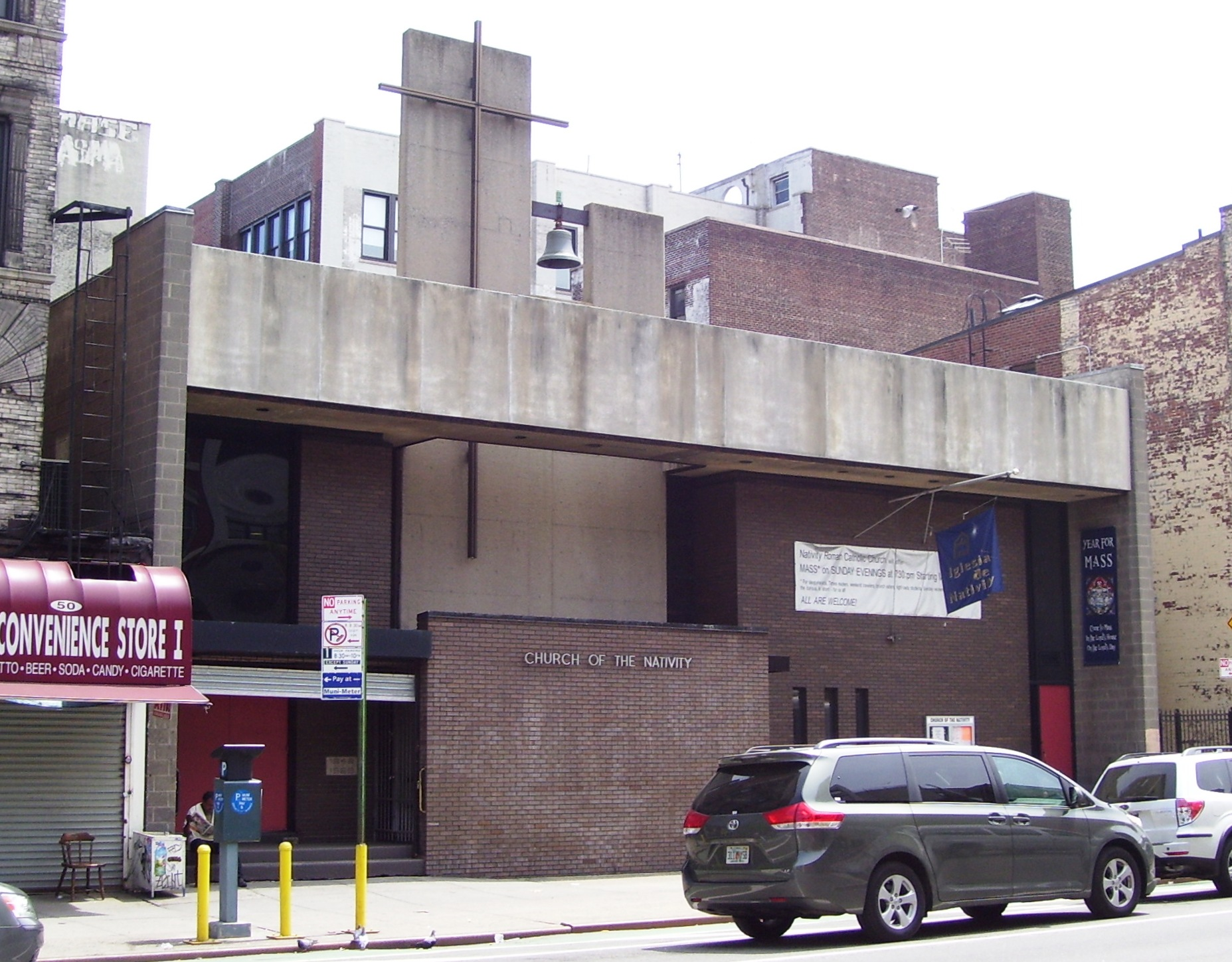
Современная Церковь Рождества Христова[англ.]
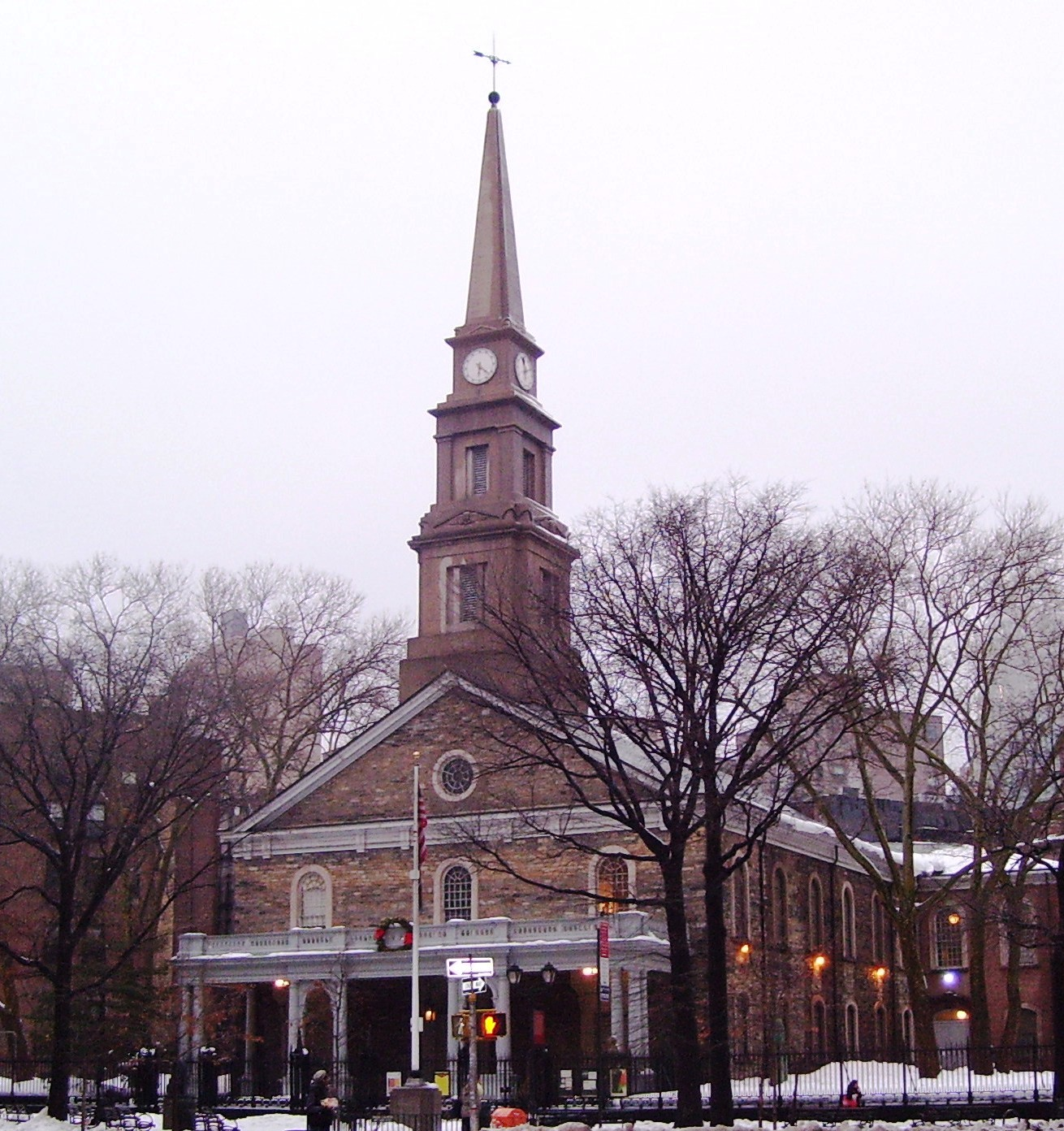
Церковь Святого Марка в Бауэри[англ.] в феврале 2011 года

### Праздники и фестивали
В Ист-Виллидже ежегодно проводится ряд праздничных мероприятий, среди которых:
- джазовый фестиваль Чарли Паркера — август; ежегодно[137][138];
- фестиваль Dream Up — август — сентябрь; ежегодно[139];
- хеллоуинский парад собак в Томпкинс-сквере — октябрь; ежегодно[140][141][142].

### Достопримечательности
Многим зданиям Ист-Виллиджа предоставлен статус достопримечательностей. Среди них:
- Жилой комплекс Ферст-Хаусес[англ.] на Восточной 3-й улице и авеню A — первый жилой комплекс, возведённый в рамках государственной программы жилищного строительства в США; построен в 1935 году, достопримечательность с 1974 года[143].
- Поликлиника Стайвесант[англ.] по адресу Вторая авеню, 137; построена в 1884 году, достопримечательность с 1976 года[144].
- Кристодора-Хаус[англ.]; построен в 1928 году, внесён в национальный реестр исторических мест в 1986 году[145].
- Ночлежный дом для мальчиков на Томпкинс-сквер и индустриальная школа Общества помощи детям[англ.] по адресу Восточная 8-я улица, 296; построены в 1886 году, достопримечательности с 2000 года[146].
- Государственная школа 64 по адресу 10-я улица, 350, — выполнена в стиле неоренессанса; построена в 1904—1906 годах архитектором и управляющим школы Чарльзом Снайдером, достопримечательность с 2006 года[147].
- Уэбстер-холл[англ.] — концертный зал и ночной клуб также в стиле неоренессанса; спроектирован в 1886 году[148], достопримечательность с 2008 года[149].
- Приют Элизабеты для девочек Общества помощи детям[англ.] по адресу Восточная 12-я улица, 308; построен в 1891—1892 годах, достопримечательность с 2008 года[150].
- Хлебопекарня «Уитсуорт»; построена в 1927—1928 годах, достопримечательность с 2008 года[151].
- Церковь Святого Николая Мирликийского[англ.] по адресу Восточная 10-я улица, 288; достопримечательность с 2008 года[152].
- Аукцион лошадей Van Tassell and Kearney[англ.] на Восточной 13-й улице, 126—128; построен в 1903—1904 годах, достопримечательность с 2012 года[153].
- Первая немецкая баптистская церковь (синагога) по адресу Восточная 14-я улица, 334; достопримечательность с 2014 года[154].

### Парки и сады

#### Большие парки

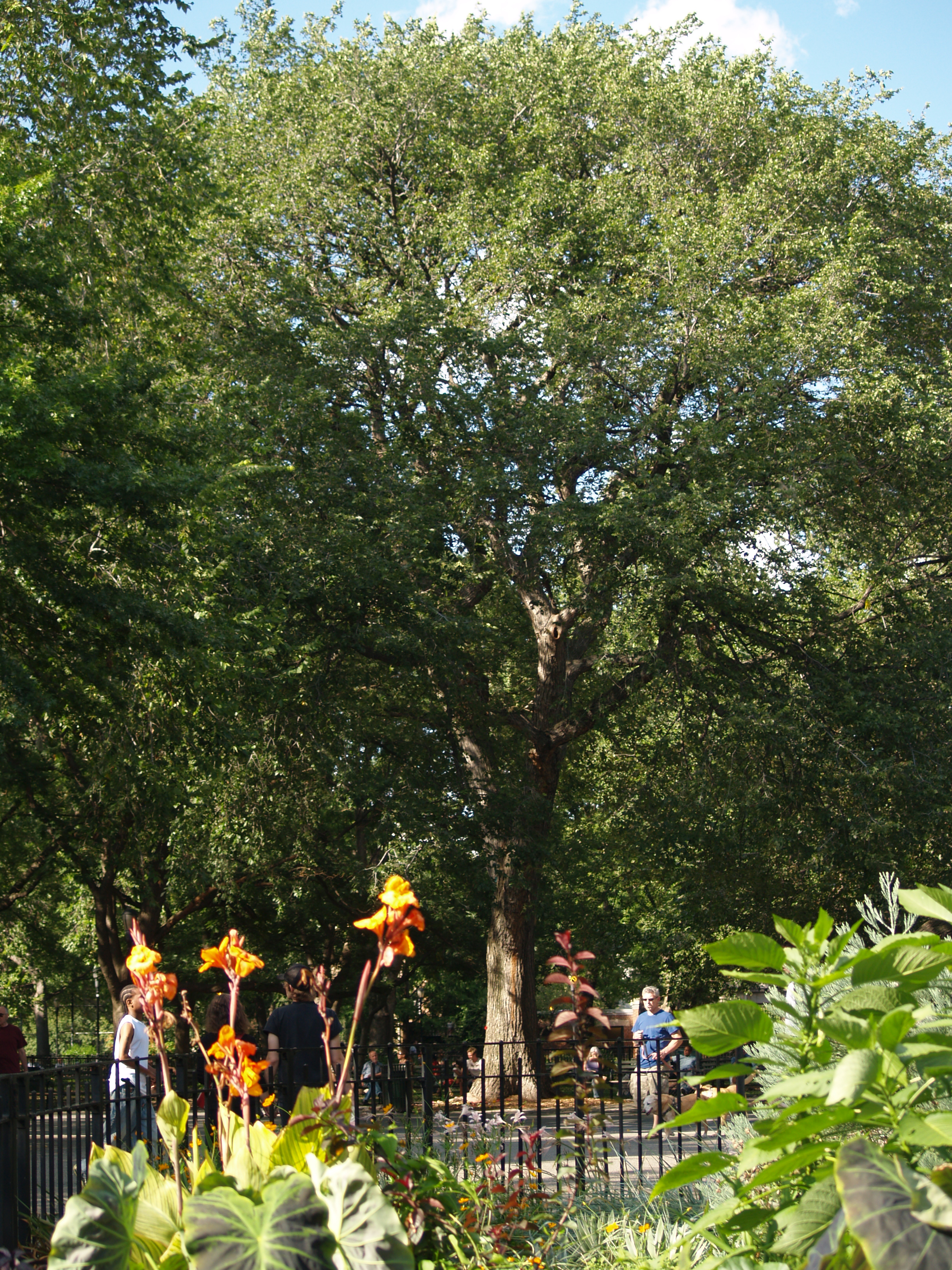
Дерево «Харе Кришна» в Томпкинс-сквер-парке

Томпкинс-сквер-парк — общественный парк в Алфабет-Сити площадью 4,2 га. На севере он ограничен 10-й улицей, на востоке — авеню B, на юге — 7-й улицей и на западе — авеню A. В парке есть бейсбольное поле, баскетбольные площадки и две детские площадки. В парке также имеется собачья площадка. Томпкинс-сквер-парк неоднократно становился ареной массовых беспорядков:
- 13 января 1874 года здесь вспыхнул бунт при разгоне полицейскими демонстрации, в которой участвовали тысячи безработных[158].
- 25 июля 1877 года, во время Великой железнодорожной забастовки 1877 года, двадцать тысяч человек собрались в парке, чтобы послушать выступления прокоммунистически настроенных ораторов. Для разгона толпы полиция Нью-Йорка и Национальная гвардия применили дубинки, впоследствии оправдывая это тем, что митинг не был мирным. После этого происшествия в городе был построен целый оружейный арсенал[159].
- 6—7 августа 1988 года на фоне проводимой джентрификации произошли вышеупомянутые беспорядки между полицией и наводнившими парк наркоторговцами, бездомными и скинхедами[160][161][162][1]:393, 1107, 1323.

С восточной стороны Ист-Виллидж окаймляется Ист-Ривер-парком. Площадью 23 га, он проходит полосой между Магистралью ФДР и проливом Ист-Ривер от Монтгомери-стрит до Восточной 12-й улицы. Парк был спроектирован в 1930-х годах городским инспектором по паркам Робертом Мозесом: согласно его планам, вдоль береговой линии Нижнего Ист-Сайда должна была быть парковая зона. Здесь есть футбольное и бейсбольное поля, а также поле для американского футбола, теннисные корты, баскетбольные и гандбольные площадки, беговая и велосипедная дорожки, в том числе Ист-Ривер-Гринуэй.

#### Общинные сады
В Нью-Йорке насчитывается порядка 600 общинных садов — садов, находящихся в ведении местных жителей нейборхудов, которые ведут за ними регулярный уход, — и примерно 10 % из таких садов расположены только в Нижнем Ист-Сайде и Ист-Виллидже. Практика разведения таких общинных садов на землях, находящихся в муниципальной собственности, зародилась в начале 1970-х годов. Хотя многие из таких участков были впоследствии проданы под частную застройку, некоторые парки были переданы в ведение департамента парков и отдыха Нью-Йорка, который следит за сохранностью садов.
Опен-Роуд-парк, разбитый на месте бывшего кладбища и автобусной остановки, представляет собой сад и игровую площадку, примыкающие к средней школе сообщества Ист-Сайда между 11-й и 12-й улицами к востоку от Первой авеню.

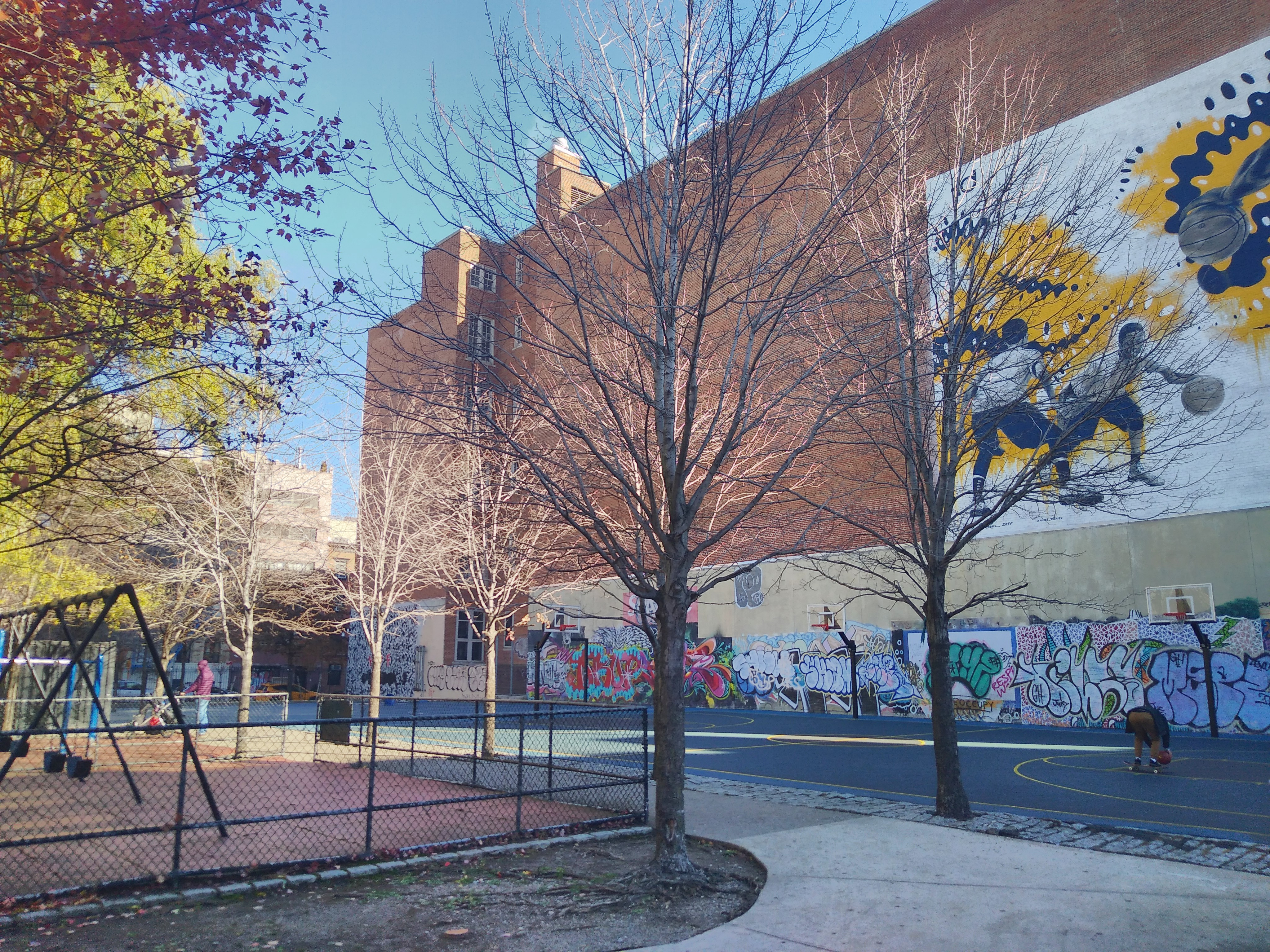
Опен-Роуд-парк в декабре 2020 года

Общественный сад на авеню B и 6-й улице некогда выделялся своей ныне снесённой скульптурой в виде 20-метровой башни с детскими игрушками. Она была спроектирована художником и местным садовником Эдди Боросом. Башня была символом района; так, она появляется во вступительных титрах телешоу «Полиция Нью-Йорка», а также в мюзикле «Rent». Скульптура имела неоднозначную репутацию: одни считали её шедевром, другие — нелепицей. В мае 2008 года башню разобрали под предлогом того, что она начала гнить и представлять угрозу безопасности прохожих.
Детский учебный сад Toyota на Восточной 11-й улице, 603, технически представляет собой учебный, а не общинный сад. Он был спроектирован ландшафтным архитектором Майклом Ван Валкенбургом (англ. Michael Van Valkenburgh) и открылся в мае 2008 года в рамках проекта по восстановлению зелёных насаждений Нью-Йорка (NYRP) как место для изучения детьми растений.
Ля-Плаза-Калчурал — общинный сад с театром под открытым небом на 9-й улице и авеню C. Сад был открыт в 1976 году и по состоянию на 2019 год продолжал работать, несмотря на неоднократные предложения о перепланировке.

#### Мраморные кладбища
В квартале, ограниченном Бауэри, Второй авеню, а также 2-й и 3-й улицами, находится старейшее общественное кладбище Нью-Йорка, не связанное с какой-либо определённой религией: Мраморное кладбище города Нью-Йорка:1. Оно было основано в 1830 году:1 и ныне открыто для посещения в четвёртое воскресенье каждого месяца.
Поблизости — на 2-й улице между Первой и Второй авеню — находится ещё одно кладбище со схожим названием: Мраморное кладбище Нью-Йорка. Оно является вторым всеконфессиональным кладбищем в городе. Кладбище открылось в 1831 году:1. Здесь находятся захоронения таких исторических личностей, как президент США Джеймс Монро; мэр Нью-Йорка в 1821—1824 годах Стивен Аллен; филантроп Джеймс Ленокс, чья личная библиотека стала частью Нью-Йоркской публичной библиотеки; мэр в 1839—1841 годах Айзек Вариан; мэр 1807—1808 годов и герой Войны за независимость Маринус Уиллет и крупный торговец первой половины XIX века Призервид Фиш.

Мраморные кладбища Ист-Виллиджа
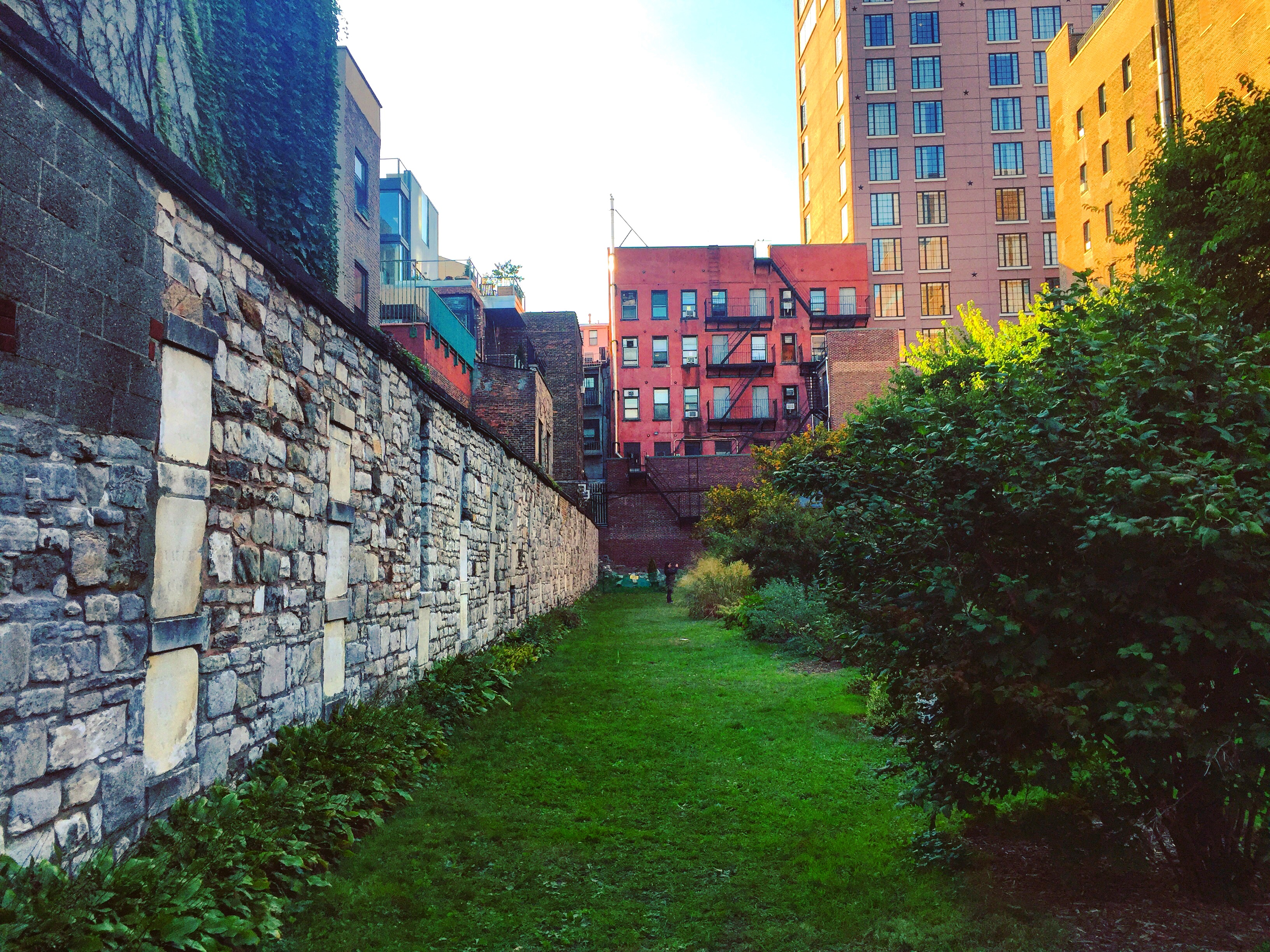
Мраморное кладбище Нью-Йорка
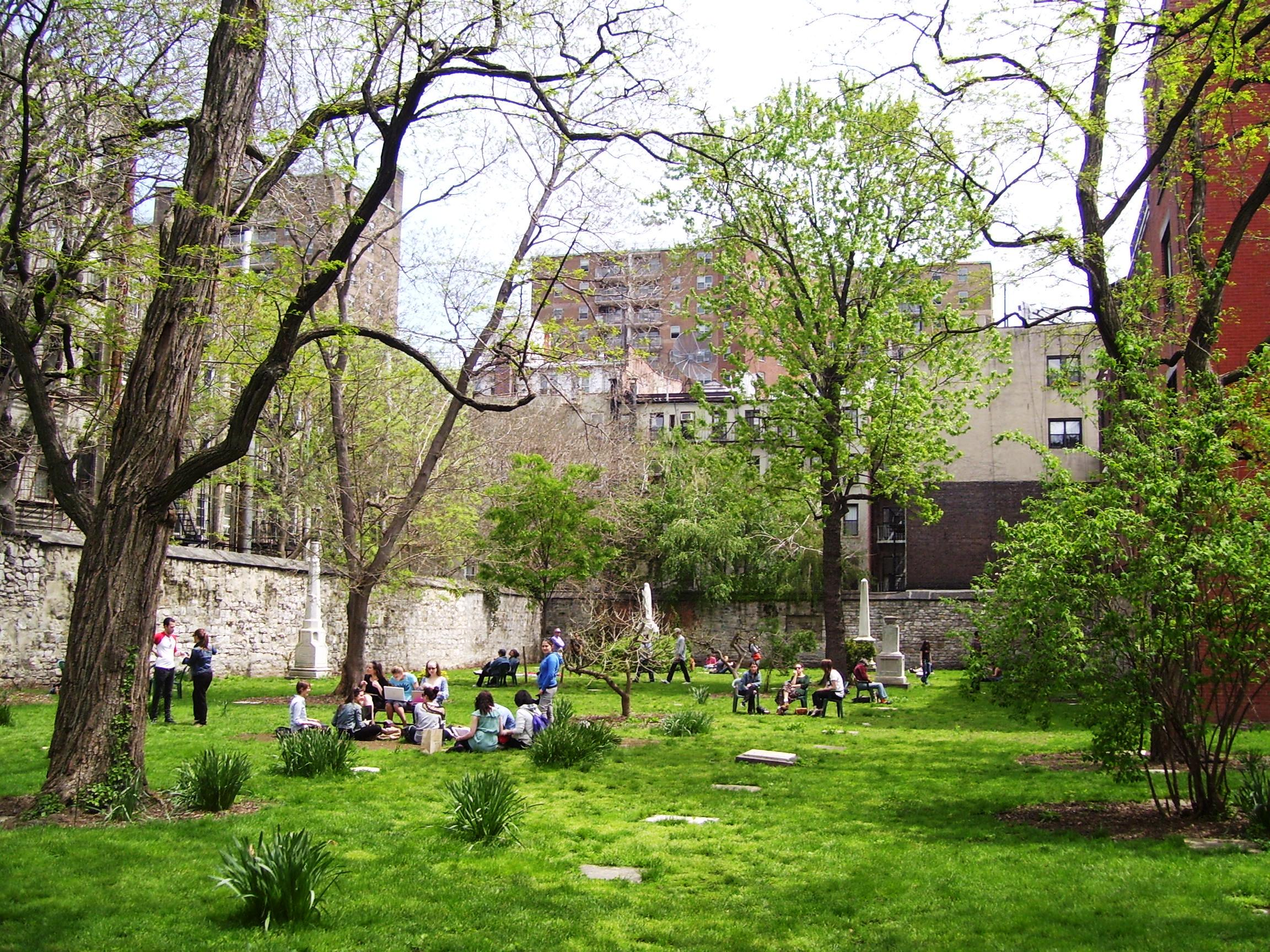
Расположенное поблизости Мраморное кладбище города Нью-Йорка

### В массовой культуре

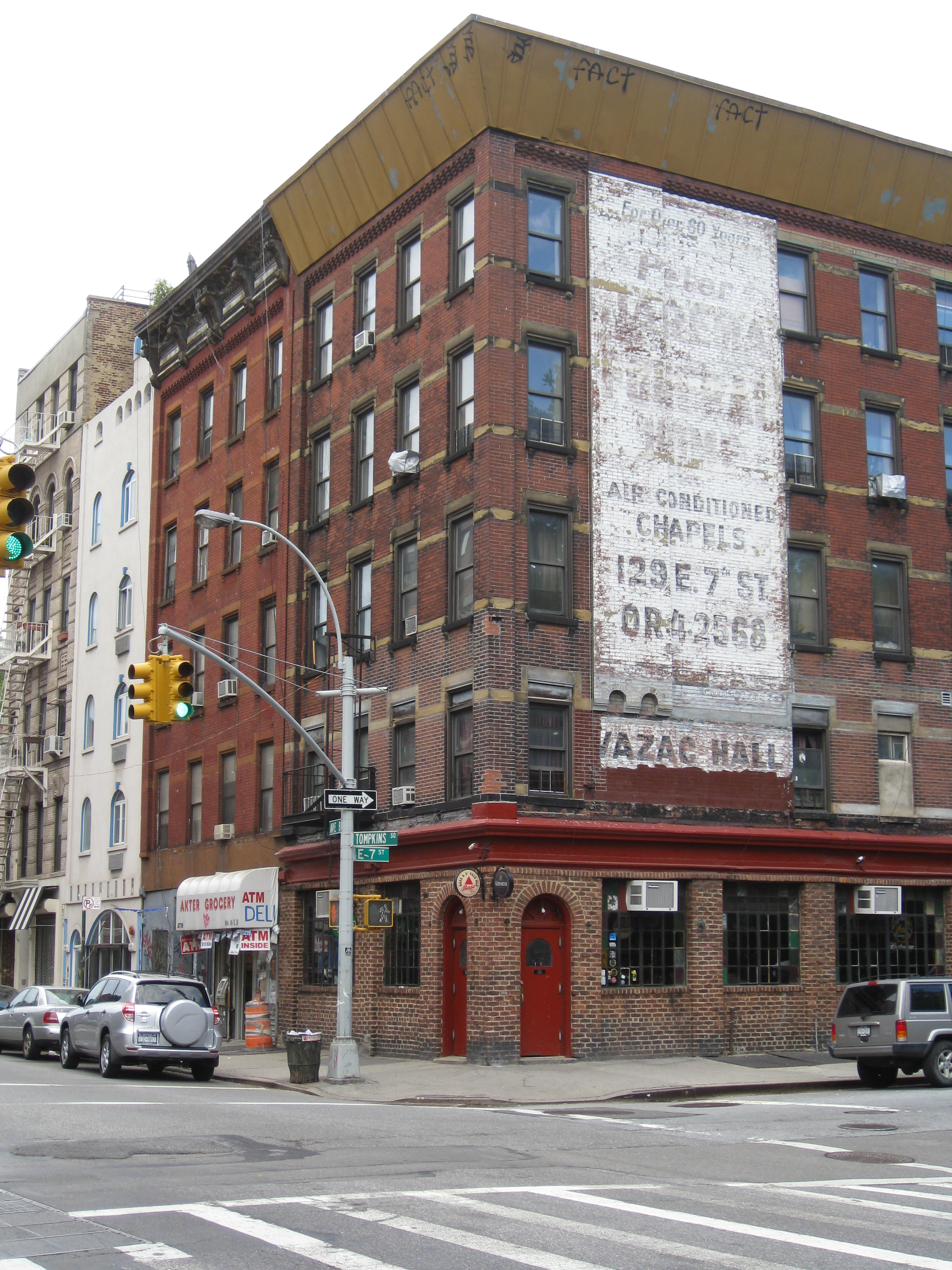
В баре «Подкова» (Horseshoe) на авеню B, 108, снимался эпизод из «Крёстного отца 2»

Ист-Виллидж стал местом действия множества популярных кинолент и сериалов. Так, эксцентричная сцена из фильма «Когда Гарри встретил Салли» происходила за столиком ресторанчика «Деликатесы Каца» на восточной Хаустон-стрит, 209; причём этот столик имеет с тех пор специальную пометку в память о тех съёмках. Толику известности «Деликатесы» получили и в фильмах «Донни Браско» и «Через вселенную». 
Неподалёку — на 5-й улице, 244, — находится многоквартирный дом, в котором снималась мелодрама «Ешь, молись, люби» с Хавьером Бардемом и Джулией Робертс. 
Квартал между авеню A и B к северу от 6-й улицы был декорирован для ленты «Крёстный отец 2» под Маленькую Италию: последняя ко времени съёмок настолько осовременилась, что утратила свой антураж гангстерского района. 
На той же авеню B проходили съёмки комедии «Крокодила Данди», триллера «Сердце Ангела» и драмы «Вердикт» Сидни Люмета. 
В число других легендарных фильмов, снимавшихся в Ист-Виллидже, входят «Таксист» Мартина Скорсезе и «Однажды в Америке» Серджо Леоне.
По местам съёмок в Ист-Виллидже проводятся экскурсии.

## Экономика

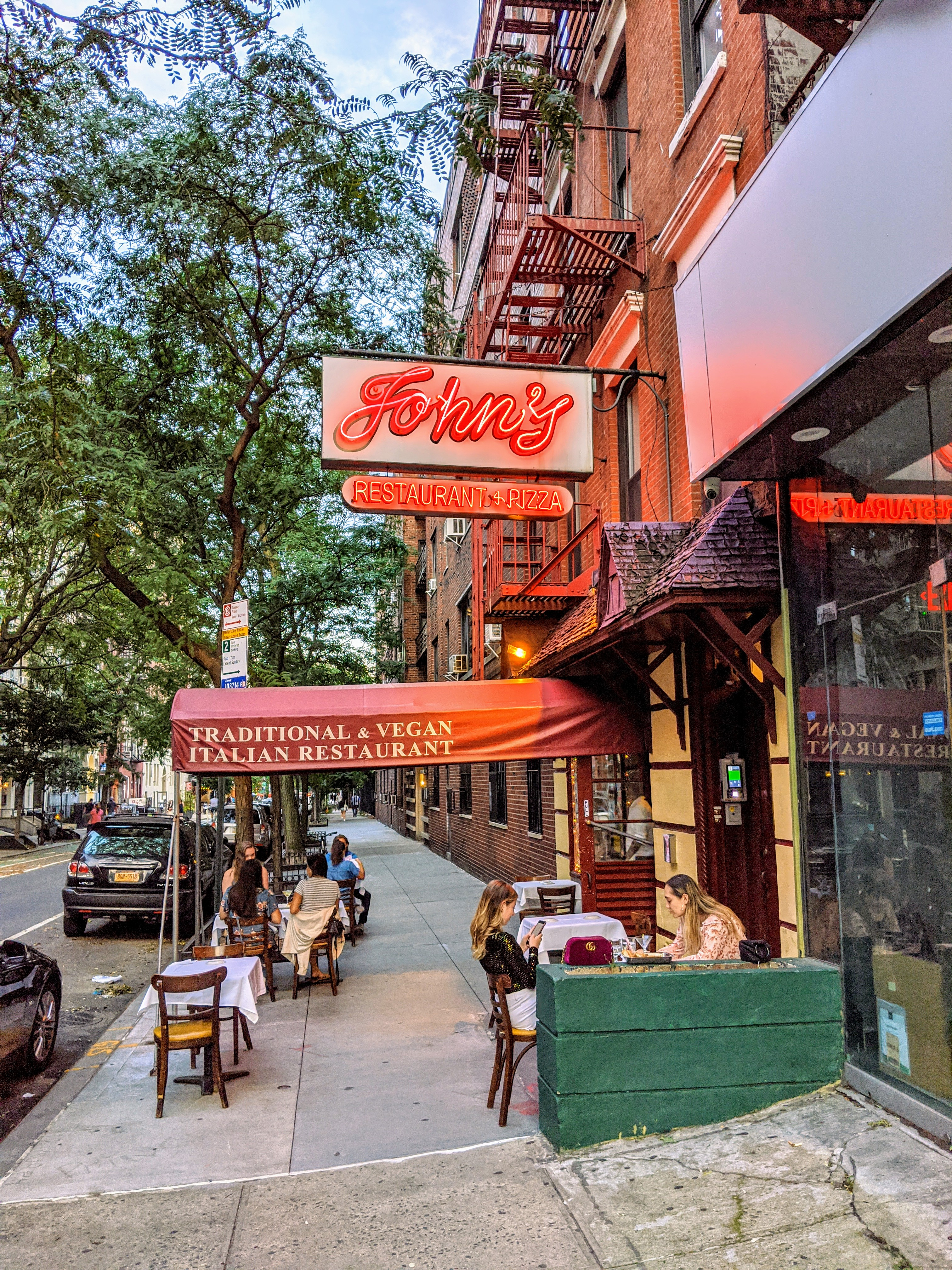
Итальянский ресторан «John’s» на 12-й улице в августе 2020 года

Застройка нейборхуда в основном представлена небольшими многоквартирными зданиями и крупными муниципальными жилыми комплексами. Большую долю в экономике района занимают предприятия общественного питания и развлекательные заведения: кафе, рестораны, а также ночные клубы; имеется множество мелких точек розничной торговли, например, на Сент-Маркс-Плейс и на основных авеню района. Во время пандемии, вызванной COVID-19, множество предприятий общественного питания с многолетней историей были вынуждены закрыться.
Оживлённость нейборхуда, его историческое и культурное наследие, а также развитое чувство социальной общности среди его жителей служат основными факторами, привлекающими сюда новых бизнес-резидентов. Ист-Виллидж зачастую служит неким испытательным полигоном для начинающих предпринимателей со всего мира.
К негативным факторам, ограничивающим ведение бизнеса, относят довольно высокую долю незанятых площадей (14 %), которые зачастую покрываются граффити; проблему с утилизацией мусора в отдельных частях нейборхуда; относительно высокую арендную плату; плохую транспортную доступность некоторых частей нейборхуда.
По данным на 2020 год, в Ист-Виллидже насчитывалось 1767 предприятий различного профиля; из них: 396 — рестораны полного и неполного циклов обслуживания, 155 — бары, 142 — салоны красоты, 94 — кафе.
Ежегодный объём розничного бизнеса в Ист-Виллидже превышает 3 млрд $.

## Преступность

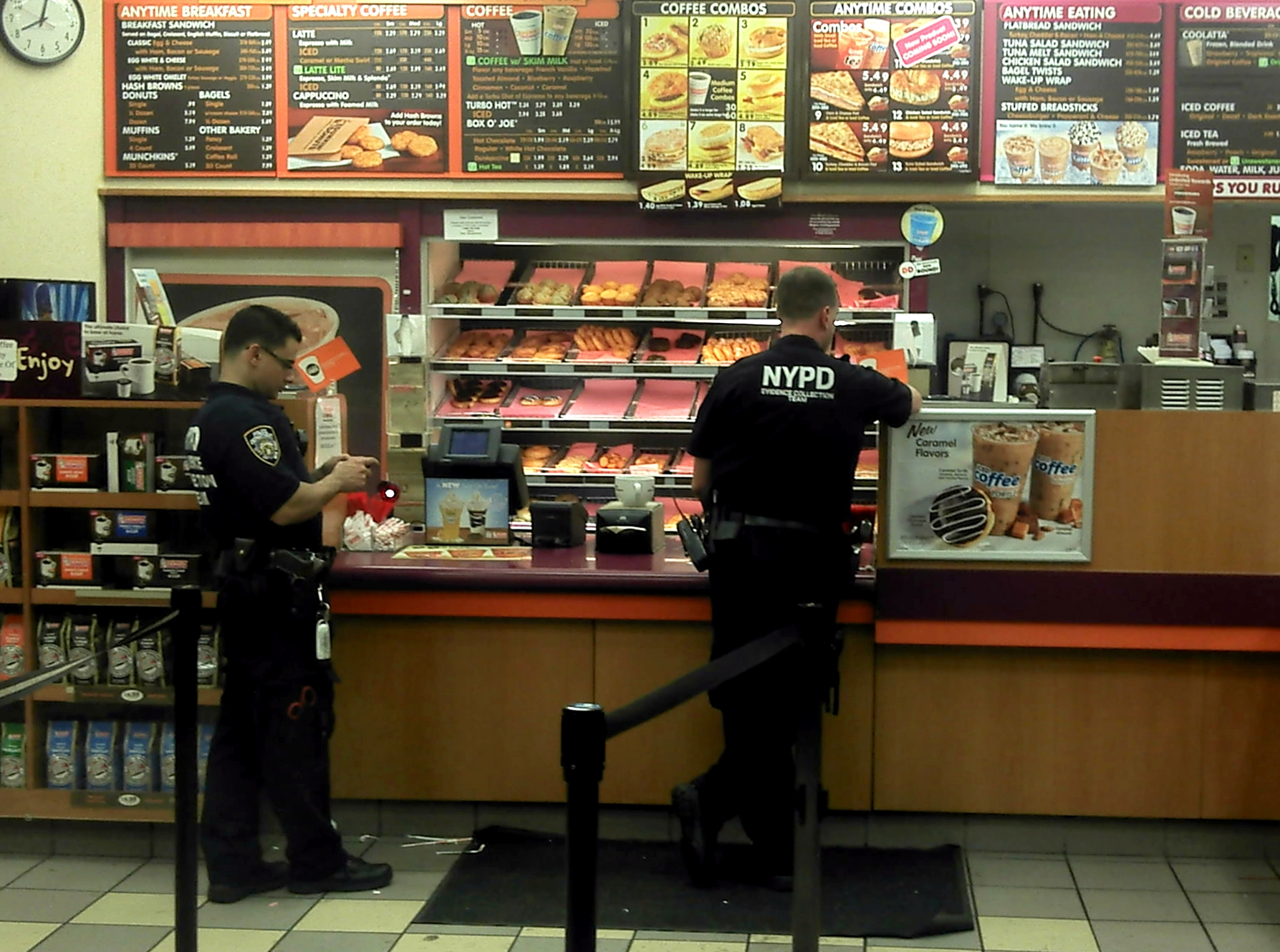
Полицейские в ожидании заказа в Dunkin’ Donuts на Хаустон-стрит в Ист-Виллидже

Ист-Виллидж патрулируется полицейскими 9-го участка полиции Нью-Йорка, расположенного на Восточной 5-й улице, 321. 9-й участок занял 58-е место из 69 в рейтинге самых безопасных районов патрулирования по уровню преступности на душу населения в 2010 году. По данным на 2018 год, было зарегистрировано 42 случая нелетального нападения из расчёта на 100 000 человек, что было ниже общегородского показателя:8.
По статистике 9-го полицейского участка, в 2019 году уровень преступности по сравнению с 1990 годом в совокупности по всем категориям снизился на 79,5 %. В 2019 году участок сообщил о 3 убийствах, 15 изнасилованиях, 119 грабежах, 171 нападении с отягчающими обстоятельствами, 122 кражах со взломом, 760 крупных кражах и 37 крупных кражах автомобилей.

## Пожарная охрана
Ист-Виллидж обслуживается четырьмя пожарными станциями пожарного департамента Нью-Йорка:
- Экипаж 3 / Батальон 6 — Восточная 13-я улица, 103[192];
- Пожарный расчёт 5 — Восточная 14-я улица, 340[193];
- Пожарный расчёт 28 / Экипаж 11 — Восточная 2-я улица, 222[194];
- Пожарный расчёт 33 / Экипаж 9 — Грейт-Джонс-стрит, 42[195].

## Транспорт
Ист-Виллидж обслуживается несколькими станциями метро, среди которых Вторая авеню (), Астор-Плейс (), Восьмая улица — Нью-Йоркский университет () и Первая авеню (). Район обслуживается автобусными маршрутами M1, M2, M3, M8, M9, M14A, M14D, M15, M15 SBS, M21, M101, M102 и M103.
Велодорожки присутствуют на основных авеню Ист-Виллиджа, таких как авеню A и C, а также на Первой авеню; тогда как авеню B и D, а также Третья авеню ими не оборудованы. Также велодорожки есть на 3-й, 4-й, 9-й, 10-й, 12-й и 13-й улицах.

Транспорт в Ист-Виллидже
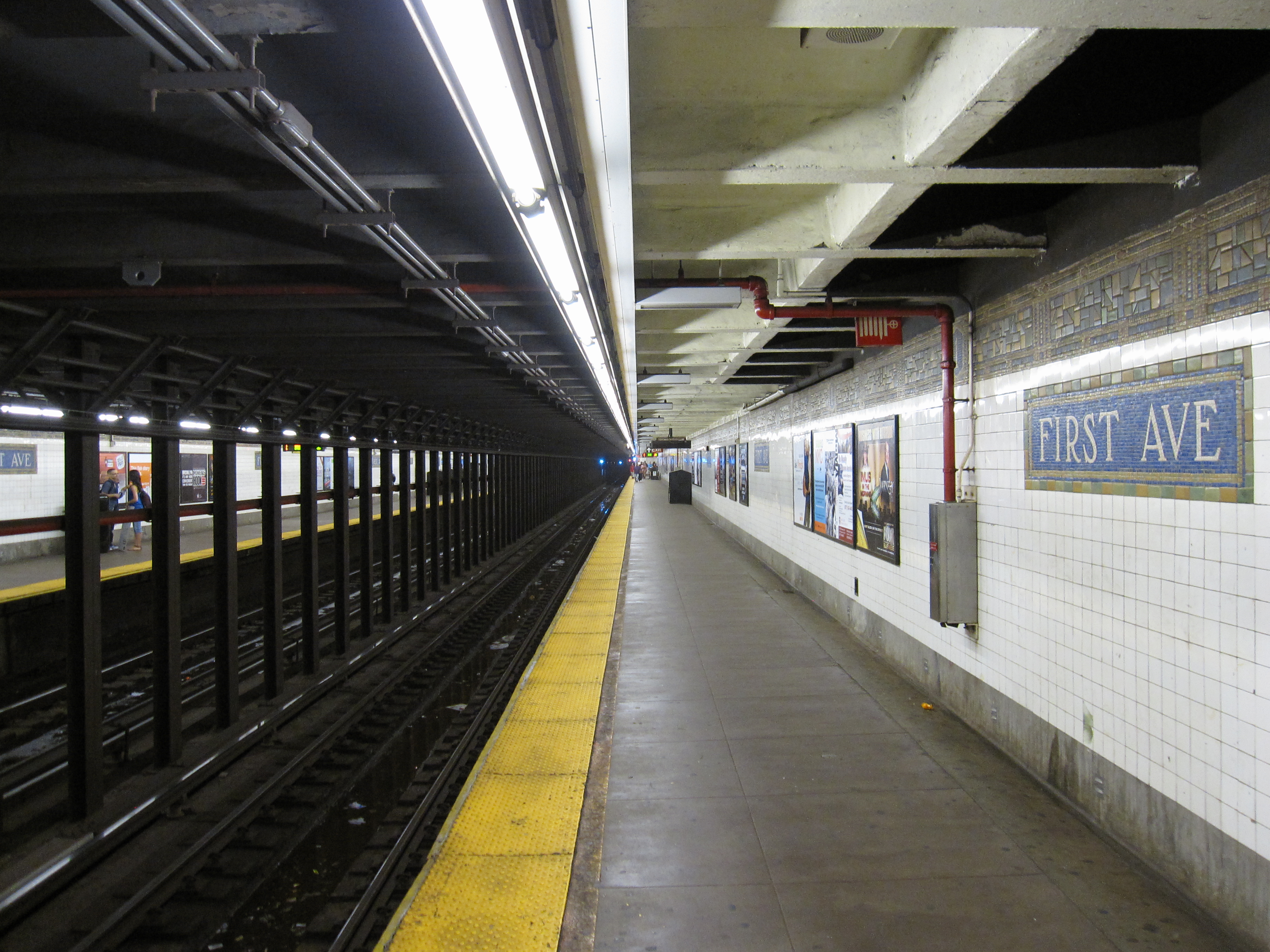
Перрон Первой авеню
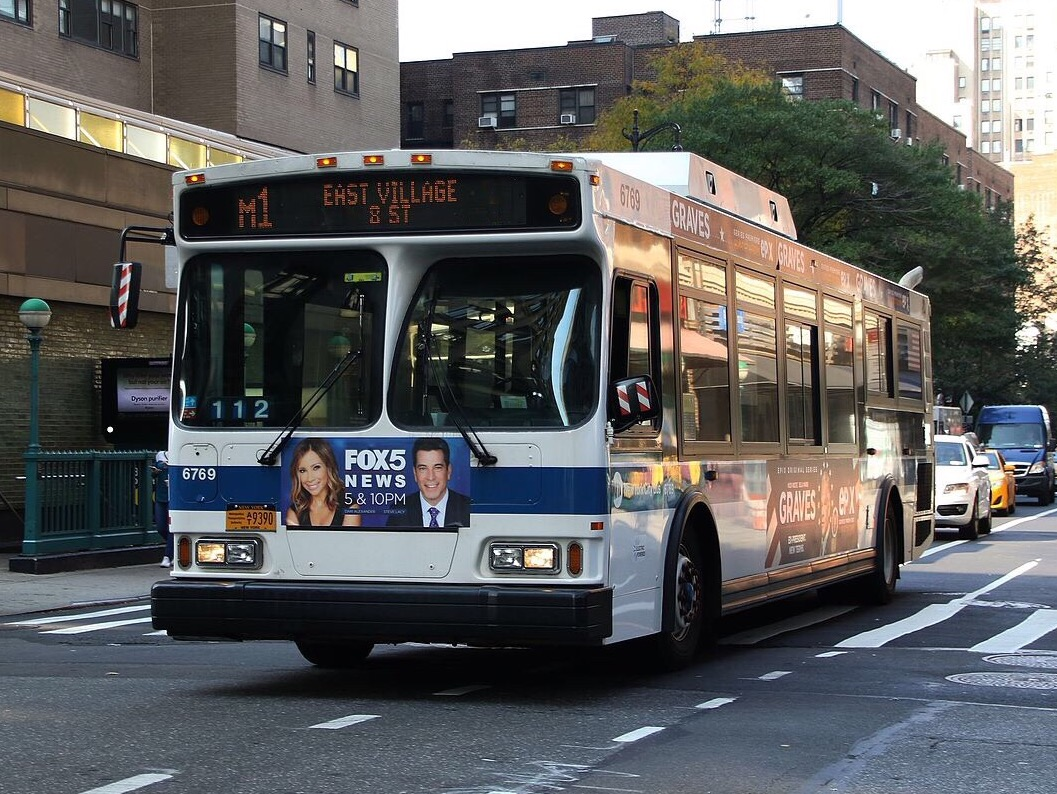
Автобус маршрута M1